# Досонячні зерна

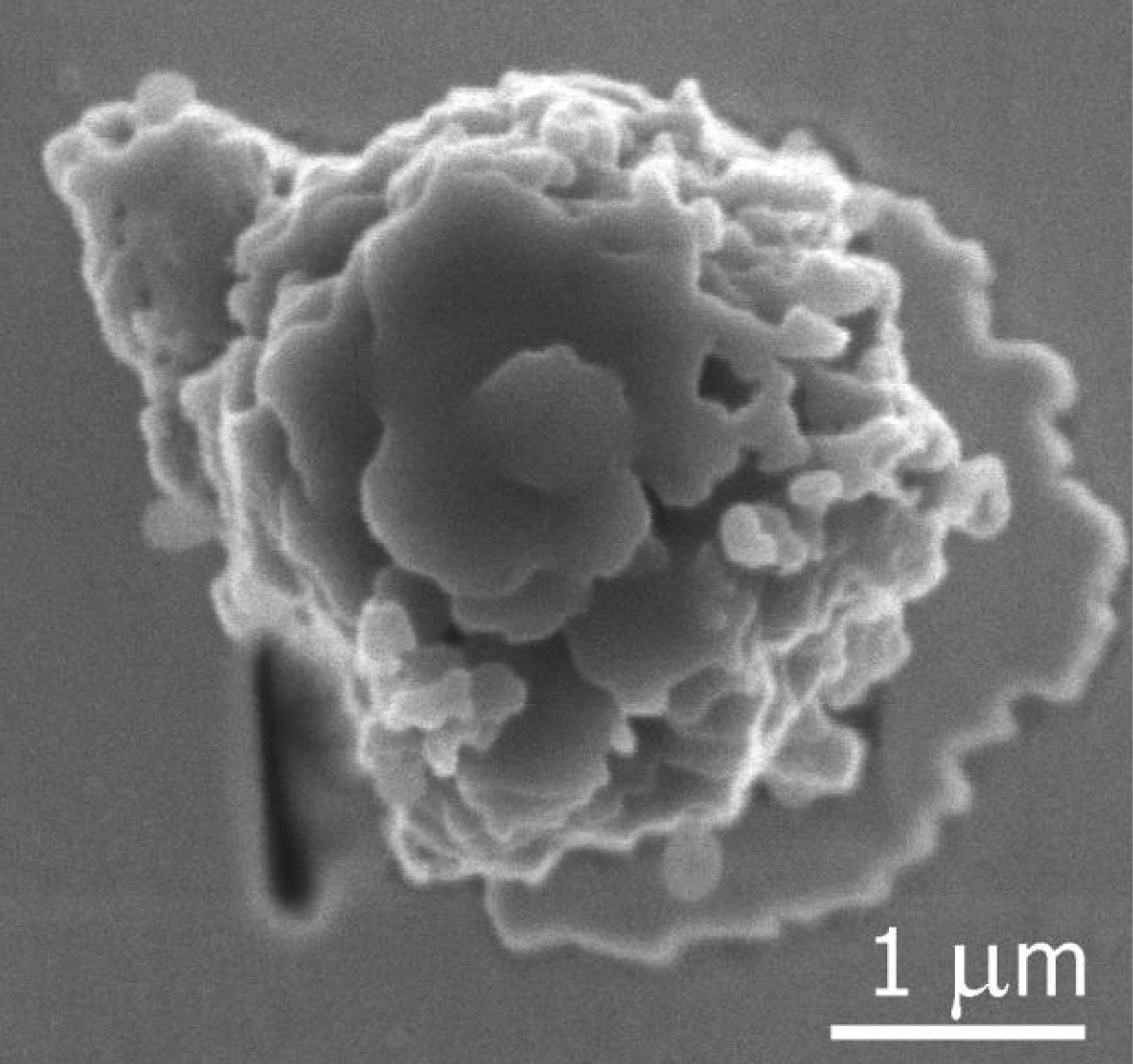
Досонячне зерно карбіду силіцію (SiC) Х типу. Зображення отримане за допомоги сканувального електронного мікроскопу після аналізу.

Досонячні зерна  (англ. presolar grains) — крихти (від нм до мкм) тугоплавких мінералів, які конденсувались довкола помираючих зір до появи Сонця та залишались незмінними після формування Сонячної системи, включені до «примітивних» метеоритів.
Досонячні зерна (ДСЗ ) є «зоряним пилом» (англ. stardust), що конденсувався з газів у давніх викидах із зір чи з наднових і став частиною міжзоряного середовища, з якого потім, близько 4,6 млрд років тому сформувалась Сонячна система. Ці зерна зоряного пилу майже незмінними пройшли через низку руйнівних середовищ та процесів: спалах батьківської зорі; її довкілля; міжзоряне середовище; гравітаційний колапс молекулярної хмари; формування сонячної системи; сонячну туманність; включення до батьківського тіла метеоритів, де вони перебували ~4,5 млрд років; розділення тіла; вхід в атмосферу Землі.
Більша частина зерен у метеоритах сформована хімічними та фізичними процесами, що відбувалися вже після утворення Сонячної системи. Але досонячні зерна існували ще в батьківській молекулярній хмарі газу та пилу, гравітаційний колапс якої поклав початок формуванню Сонця та планет. Тому ДСЗ з «примітивних» (первинних) метеоритів, які сьогодні вивчають у лабораторіях, є старішими від Сонячної системи.
Сьогодні ДСЗ являють собою незначні чи домішкові складові в зразках зібраних на Землі метеоритів та міжпланетних пилових частинок. Досонячні зерна ідентифікують на основі притаманного їм аномального ізотопного складу, який істотно відрізняється від такого у всій іншій речовині Сонячної системи, але є типовим для атмосфер їхніх батьківських зір на відповідному етапі еволюції.
Оскільки ДСЗ по суті є затверділими зразками окремих зір на відповідному етапі їх еволюції, то вони залишаються єдиним способом «спостерігати» співвідношення ізотопів елементів у зорях, які утворилися, еволюціонували та зникли ще до появи Сонячної системи. Можливість точно виміряти притаманні цим зорям ізотопні співвідношення в хімічних елементах робить ці досонячні тугоплавкі мінерали найкращим інструментом для вивчення еволюції та структури їх батьківських зір; галактичної хімічної еволюції; механізмів нуклеосинтезу та кінетики конденсації пилу. Перш ніж потрапити в сонячну туманність, ДСЗ мали пройти через міжзоряне середовище, отже, вони можуть слугувати для вивчення фізичної та хімічної обробки зерен у міжзоряному середовищі .
Виділення перших досонячних зерен 1987 року ознаменувало собою появу нової галузі лабораторної астрофізики. Ізотопні, елементні та структурні вимірювання досонячних зерен дозволяють отримати нові знання про хімічні та ізотопні складові окремих зір з такою точністю, яка не досяжна для астрономічних спостережень.

## «Зоряний пил» та «міжзоряні зерна»
Термін «досонячні зерна» є двозначним, оскільки може позначати також і весь досонячний космічний пил, що існував до появи Сонячної системи. Для уникнення двозначності, було запропоноване розрізнення між двома поняттями: «зоряний пил» (англ. «stardust») (інколи називаються «навколозоряний пил») та «міжзоряні зерна» (англ. «interstellar grains») .
«Зоряний пил» є більш коректним терміном, оскільки відокремлює ДСЗ від значно більшої маси міжзоряного пилу, що формується відмінними від ДСЗ шляхами, зокрема низько-температурною міжзоряною хімією. Тоді як поняття «зоряний пил» позначає відносно малу частку міжзоряного пилу, що термічно конденсувався в окремих зорях наприкінці їх еволюції. Більшість вивчених типів ДСЗ складають навколозоряні конденсати.
«Міжзоряними зернами» називають зерна, утворені в міжзоряному середовищі і які не мають прямого зв’язку з конкретною зорею. Складові міжзоряних зерен (як і зоряного пилу) утворилися в зорях, але вони або не конденсувались одразу після викиду із зір, або ж зерна, в які вони були первинно включені, випарувались у міжзоряному середовищі внаслідок ударних хвиль від наднових чи інтенсивної космічної радіації. Ці атоми згодом заново конденсувались в зерна в щільних молекулярних хмарах. Оскільки міжзоряні зерна нестабільні і легко трансформуються в кристалічні зерна в сонячній туманності, вони скоріш за все мають слабко виражені складові та структуру.
Поширеність різних елементів, залежно від їх хімічних властивостей (здатність формувати молекули, конденсуватись в тверді тіла) коливається в різних областях Сонячної системи. Однак за умови повної гомогенізації сонячного матеріалу під час формування Сонячної системи, частка будь-якого елемента, сформована кожним із його стабільних ізотопів, буде однаковою в кожному закутку Сонячної системи. Причиною цього є те, що фізичні процеси та хімічні реакції, які спричинились до появи речовин в Сонячній системі, відбувались за температур кількох тисяч градусів К і тому могли змінити ізотопний склад елементу лише на кілька тисячних часток. Коливання ж в поширеності елементів, значно більші від сонячних, можливі лише тоді, коли речовина з самого початку мала аномальний ізотопний вміст. Визначною рисою досонячних зерен зоряного пилу є їх  аномальний ізотопний склад у порівнянні з іншою вивченою речовиною Сонячної системи. Ізотопний склад ДСЗ характеризуються величезними аномаліями, аж до чотирьох порядків величини – значно більше, аніж якби їх причиною були процеси хімічного чи фізичного фракціонування в протосонячній туманності . Оскільки великі коливання ізотопного вмісту ДСЗ не могли утворитись під час формування сонячної системи, то найбільш вірогідним поясненням їх аномально ізотопного складу можуть бути  ядерні реакції в зорях, які відбуваються при температурах в мільйони градусів К і змінюють структуру (число нейтронів) атомного ядра, що робить одиничні ДСЗ уцілілими зразками тих окремих зір, в яких вони утворилися.  Звідси і їх назва «досонячні зерна».  Після того, як ДСЗ були викинуті в міжзоряне середовище, вони потрапили в протосонячну туманність і пережили руйнівні процеси формування сонячної системи, не будучи зруйнованими, як складові метеоритів. Існуючи в незмінній формі до появи сонячної системи, ДСЗ зберегли їх індивідуальні ознаки та ізотопний вміст включно до того часу, коли опинились в лабораторії, несучи свідчення про батьківську зорю, її еволюцію, нуклеосинтез та останні миті існування.
Всі виявлені й вивчені на сьогодні ДСЗ узгоджуються з теоретичними передбаченнями їх формування в результаті охолодження зоряного гарячого атомного газу, що відбувається достатньо повільно для їх термічної конденсації . З цього випливає, що місцем утворення досонячних зерен має бути саме втрата зоряної маси. Можливість змішування зоряних викидів із міжзоряною речовиною до термічної конденсації ДСЗ виключається наявними в них екстремальними співвідношеннями ізотопів. Відтак, ДСЗ, які вивчають у лабораторіях, є твердими зразками минулих поколінь окремих зір, які вже припинили своє існування.
Отже, досонячні зерна зоряного пилу є своєрідним «вимірюванням» складу і структури конкретних окремих зір ще до народження Сонця, уможливлючи космічну археологію їх формування, еволюції та смерті.

## Астрофізичне значення ДСЗ
Тривала історія досонячних зерен включає багато етапів, - від формування в зорях до включення в метеорити, - які завдяки детальному аналізу зерен можна краще вивчити, а отримані дані включити до астрофізичних спостережень, моделей і теорій.
В ізотопному складі кожного окремого досонячного зерна відображається ізотопний склад атмосфери тієї зорі, з якій це зерно конденсувалось. У свою чергу склад атмосфери зір обумовлений кількома факторами: 
1. галактичною історією речовини, з якої утворилась зоря;
2. процесом нуклеосинтезу всередині зорі;
3. епізодами перемішування, в яких елементи, синтезовані у внутрішніх шарах зорі, «зачерпуються» до її зовнішньої оболонки.

Так, вибухи наднових та викид речовини супроводжується перемішуванням шарів зорі з різною історією нуклеосинтезу, що відображається в ізотопному складі ДСЗ із наднових. Відтак, такі зерна надають цінну інформацію про процеси, що відбуваються в наднових.
Досонячне зерно формується, коли температура в скинутій оболонці червоного гіганта або у викидах наднової стає досить низькою для конденсації мінералів. Астрономічні спостереження багатьох зір пізніх спектральних класів виявили довкола них пилові оболонки, мінеральний вміст яких відображає хімію газу оболонок. Вивчення зовнішньої морфології ДСЗ, їх субзерен і поширеності включених домішкових елементів дозволяють отримати інформацію про хімічні та фізичні властивості зоряних атмосфер.
Склад зоряної атмосфери, в якій утворюються зерна, визначається як початковим складом зорі, так і нуклеосинтезом, що відбувається в ній. Первинний склад зорі визначається віком зорі і місцем, де вона утворилася. Склад може бути передбачений на основі розрахунків хімічної еволюції галактики, які моделюють неперервну рециркуляцію речовини: від міжзоряного середовища в новонароджені зорі, в яких речовина зазнає змін внаслідок нуклеосинтезу, і із зір назад, у міжзоряне середовище. Однак, не всі елементи модифікуються нуклеосинтезом в батьківській зорі, тому вважається, що вміст таких елементів у ДСЗ відображає первинний вміст батьківської зорі та хімічної еволюції галактики, накладаючи обмеження на моделі еволюції галактики. Нуклеосинтез, що відбувається в надрах зорі, змінює її елементний та ізотопний склад. Зміни залежать від початкової маси, складу та еволюційної фази зорі. Вмісту багатьох ізотопів в ДСЗ притаманні великі коливання, обумовлені нуклеосинтезом в їх батьківських зорях. Тому аналіз ізотопного складу ДСЗ дозволяє накласти обмеження на структуру зір та на перебіг ядерних реакцій у них.
Внаслідок хімічної еволюції галактики основна маса сонячної речовини походить із багатьох різних зір. Ця речовина була гомогенізована в процесі формування сонячної системи. Унікальність досонячних зерен полягає в тому, що вони містять відбиток місця їх формування (оболонки окремої зорі), перенесли цей відбиток через міжзоряне середовище та зберегли в процесі формування сонячної системи. Саме тому ізотопний склад навколозоряних зерен надає можливість вивчення складу окремих зір, а не їх суміші. Хоча дані, отримані вивченням ДСЗ, подібні до спектроскопічних спостережень зоряних атмосфер, вони від них істотно різняться: спостереження зір здебільшого мають справу з поширеністю елементів, і лише в рідкісних випадках можна визначити ізотопний склад; тоді як лабораторний аналіз ДСЗ точніший, ніж спектроскопічні спостереження окремих зір, і дозволяє отримати інформацію про ізотопний склад.
Після формування ДСЗ як навколозоряних зерен чи конденсатів у залишках наднових, вони потрапляють у міжзоряне середовище (МЗС), тривала подорож через яке позначається на унікальній історії кожного зерна. Такі зерна слід відрізняти від зерен, утворених у міжзоряному середовищі (наприклад, у густих молекулярних хмарах). ДСЗ зоряного походження протягом їх подорожі через МЗС скоріше за все будуть огорнуті шарами речовини з міжзоряної хмари. Протягом всієї їх історії в МЗС, зерна піддаються різноманітним руйнівним процесам, таким як розсіювання ударними хвилями та зоряними вітрами, випаровування в ударних хвилях наднових тощо. Крім того, ДСЗ піддаються впливу галактичних космічних променів, що залишають свій слід у формі космогенних нуклідів . Тож, досонячні зерна, які пережили ці руйнівні події, дозволяють також отримати інформацію про фізичні та хімічні процеси в МЗС, яку важко здобути лише на основі астрономічних спостережень, тим самим сприяючи поліпшенню теоретичних моделей.
Протягом тривалої історії перебування в міжзоряному середовищі, ДСЗ могли залишати його входити до нього та виходити, перш ніж деякі з них врешті потрапили до густої молекулярної хмари, колапс якої поклав початок формуванню Сонячної системи. Кінцевим етапом в довгій та складній історії досонячних зерен є формування планетезималей та батьківських тіл метеоритів, до яких вони потрапили. Разом з тим, основна частка твердих речовин, навіть у примітивних метеоритах, була утворена в сонячній системі, тоді як частка досонячних зерен, що залишилися, досить мала. Це пов’язано з тим, що примітивні метеорити зазнали різного роду метаморфізму на їх батьківських тілах, що по різному вплинуло й на різні типи ДСЗ. Тому поширеність різних типів ДСЗ дозволяє отримати інформацію про умови в сонячній туманності та процеси на їх батьківських тілах до того, як вони потрапили на Землю.

## Історія відкриття

### Відкриття аномальних благородних газів
В 1950-х рр. була закладена теорія зоряного нуклеосинтезу, за якою елементи від карбону і важчі утворилися в результаті ядерних реакцій у зорях. Підґрунтям цієї теорії були дослідження метеоритів, які виявили регулярності у поширенні елементів в Сонячній системі . Згідно з теорією зоряного нуклеосинтезу, ядерні реакції в зорях генерують елементи з відмінними ізотопними складовими, залежно від конкретного зоряного джерела де вони були утворені. Ці елементи потім потрапляють до міжзоряного середовища або через зоряні вітри, або як викиди наднових, і збагачують галактику металами (елементи, важчі від гелію). Після довгої галактичної історії сформувалась сонячна система із суміші цих речовин.
Хоча вже з 1950-х було відомо, що метали в Сонячній системі походять з багатьох окремих зір, загальноприйнятою поміж астрофізиків до кінця 1970-х рр. була думка, що планети та інші об’єкти Сонячної системи сформувались із «добре перемішаної первинної туманності з хімічно та ізотопно однорідним вмістом» Ця думка ґрунтувалась на популярній в 1960-х рр.. теоретичній моделі канадсько-американського фізика Аластара Камерона, яка припускала що вся досонячна речовина в Сонячній системі була повністю гомогенізована в надзвичайно гарячій (1500-2000 K) сонячній туманності, через що всі тверді частки випарувались і збереглася лише усереднена поширеність елементів зоряного нуклеосинтезу.
Однак, навіть у 1950-60-х рр. було отримано свідоцтва про негомогенність сонячної туманності, зокрема, було виявлено збагачений дейтерієм гідроген у вуглецевих хондритах. У 1960-х рр. серед кількох науковців набула популярності ідея, протилежна передбаченням моделі Камерона: про ізотопну гетерогенність сонячної туманності, можливість збереження досонячних конденсатів під час формування Сонячної системи та збереження в них слідів їх батьківських зір. Ця альтернативна точка зору ґрунтувалась на виявлених у хондритах ізотопних аномаліях благородних газів (Xe та Ne) .
1964 р. фізики Джон Рейнольдс та Гренвіль Тернер з Університет Каліфорнії (Берклі) повідомили про виявлення двох типів ізотопних аномалій у ксеноні (Xe) з хондриту Renazzo. Надлишок 129Xe пояснювався Рейнольдсом і Тернером, як результат розпаду радіоактивного 129I. Крім того, вони також виявили надлишки надважких ізотопів ксенону (134, 136Xe) . Тож, це були перші свідчення досонячних зерен у метеоритах, які тоді ще не були розпізнані.
Протягом 1960-х рр. надлишки важких ізотопів Xe було знайдено і в інших вуглецевих хондритах. 1969 р. одночасно три групи науковців, незалежно одна від одної, дійшли висновку, що важкі ізотопи Xe є результатом поділу надважкого елементу з атомним номером Z~114. Форма цих надлишків була подібною до такої ж внаслідок поділу надважкого елементу, хоча вона не узгоджувалась із формою надлишків, що утворюються з поділу урану. Тому довгий час ця ксенонова складова була відома як CCFXe (англ. Carbonaceous Chondrite Fission Xenon). Група науковців на чолі з професором хімії Чиказького університету Едвардом Андерсом (англ. Edward Anders) довгий час розвивала і підтримувала гіпотезу утворення CCFXe шляхом поділу надважкого елементу, відкидаючи альтернативну гіпотезу їх формування в результаті нуклеосинтезу з наднових.
Згодом, 1972 року було виявлено, що CCFXe в метеориті Allende супроводжувались надлишками легких ізотопів ксенону (124, 126Xe), що не узгоджувались з ядерними процесами. Ці надлишки пояснювались, як результат вивільнення «ізотопно аномального ксенону», що містив надлишки як важких, так і легких ізотопів Xe і названого «"Xe-X"». Попри те, що це пояснення не стало загальноприйнятим поміж більшості фізиків та астрофізиків, окремі науковці розпочали тривалий пошук носія аномального ксенону в метеоритах.

### Розходження астрофізичних моделей з метеоритними даними
На основі відкриття ізотопних аномалій у хондритах, ідея, що досонячна речовина в примітивних метеоритах могла пережити формування Сонячної системи, отримала більшу підтримку серед астрофізиків. Так, 1973 р. ґрунтуючись на даних аналізу метеоритних благородних газів, А.Камерон висловив припущення про існування майже незмінених досонячних зерен у вуглецевих хондритах, що пережили формування сонячної системи без випаровування і про можливість прямого вивчення затверділих залишків давно зниклих зір у лабораторії. Його нові обчислення і модель припускали, що температура в сонячній туманності не була надто високою (<1000 K), щоб цілком випарувати досонячні зерна. Пізніше Камерон переглянув і цю модель, запропонувавши нову, в якій Сонце формується не на початку періоду акреції, а протягом цього періоду. Відповідно до його нових обчислень, температура в області формування планет мала бути лише «кілька сотень  Кельвінів», а високі температури, потрібні для випарування твердих зерен, поза орбітою Меркурія ніколи не досягалися.
Дослідники метеоритів не погоджувались з моделями Камерона, вказуючи на необхідність існування високих температур для пояснення різних елементарних фракціонувань, виявлених між групами метеоритів, між членами однієї групи метеоритів та між складовими окремих метеоритів. На думку цих науковців, для пояснення метеоритних даних потрібно, щоб максимальні температури сонячної туманності перевищували 1500 К на відстані від 1 до 3 а.о. . Крім того, багаті на кальцій-алюмінієві включення (КАВ) метеорити мали свідчити про те, що ця речовина конденсувалася з гарячих газів у ранній Сонячній системі, всупереч передбаченням астрофізичних моделей Камерона.
Одним з найбільших критиків гіпотези гарячої туманності був американський астрофізик Дональд Клейтон (англ. Donald D. Clayton), який припускав можливість існування в метеоритах досонячних зерен, як носіїв «космічної хімічної пам’яті» . У серії статей, він доводив, що прийнята багатьма дослідниками метеоритів ідея високотемпературної термальної конденсації в сонячній туманності має бути повністю відкинута як така, що суперечить аномаліям ізотопного складу благородних газів у хондритах. Однак такі новаторські та радикальні погляди Д.Клейтона не знайшли широкої підтримки серед інших науковців.

### Відкриття досонячних зерен у метеоритах
1975 р., в процесі пошуку ймовірного носія CCFXe, «чиказька група» Андерса зробила унікальне відкриття: кислотний залишок хондриту Allende, що складав лише 0,5% його початкової маси, містив більшу частину благородних газів метеориту. Після обробки цього залишку сильним окисником (нітратна кислота), головний компонент благородного газу був вилучений, залишивши по собі CCFXe в майже чистій формі. Наступне десятиліття «беркліївська група» на чолі з Рейнольдсом та «чиказька група» на чолі з Андерсом намагались відшукати носія CCFXe в метеоритах.
Разом з пошуком носія CCFXe, йшли паралельні пошуки носіїв інших благородних газів. 1969 року у вуглецевому хондриті Orgueil було виявлено також аномальний ізотопний вміст неону (20, 22Ne). У цілому, дослідники знайшли 5 Ne-компонентів, які вони позначили від А до Е, з яких Ne-E був майже чистим 22Ne. Найбільш вірогідним джерелом 22Ne міг бути розпад 22Na, що має короткий період напіврозпаду (T1/2 = 2,6 років) . Тож, носієм Ne-E скоріш за все мала бути досонячна речовина, що пережила батьківську зорю, де був утворений 22Na. Однак в 1960-х рр. ця інтерпретація не знайшла значної підтримки поміж науковців.
1973 р. канадський фізик Роберт Клейтон (англ. Robert Clayton) з колегами виявили ізотопні аномалії оксигену, які не можна було пояснити процесами, що мали місце в Сонячній системі. Аналізуючи кальцій-алюмінієві включення (КАВ), Клейтон та ін. виявили масив складових оксигену, що варіювалися величиною наявного ізотопу 16O і на трьох-ізотопному графіку оксигену розміщувались вздовж лінії з нахилом ~1. Дослідники інтерпретували ці ізотопні аномалії, як свідчення додавання речовини з наднової, яка вибухнула незадовго до формування Сонячної системи.
1978 р. група Андерса виявили в кислотному залишку метеориту Murchison ксенон, збагачений ізотопами 128, 130Xe та збіднений 129, 131, 134, 136Xe. На основі обчислення чистого складу кінцевого елементу, дослідники виявили компонент, що майже точно узгоджувався з передбаченнями s-процесу нуклеосинтезу. І Андерс з колегами знов дійшли до висновку, що досонячні зерна зоряного пилу були носієм цього нового компоненту Xe-S. Тож, на кінець 1970-х рр. гіпотеза поділу ядра для пояснення походження CCFXe не знайшла експериментального підтвердження. Протягом наступних років назва компоненту була змінена на Xe-HL, для позначення збагачення важкими (англ. Heavy) та легкими (англ. Light) ізотопами ксенону.
З початком 1980-х рр. у тугоплавких включеннях (ТВ) у вуглецевих хондритах були виявлені ізотопні аномалії магнію, хрому, титану, кальцію, барію, як і значні аномалії у карбоні та нітрогені, що вказувало на наявність в метеоритах досонячних зерен. Відтак, для багатьох дослідників стало зрозумілим, що в сонячній туманності були наявні первинні ізотопні гетерогенності, частково пов’язані зі збереженою досонячною речовиною, що містила відбиток ядерних процесів в окремих зорях.
1987 р., через 20 років наполегливого пошуку досонячних носіїв аномальних ізотопних співвідношень благородних газів, «чиказькій групі» на чолі з професором хімії Едвардом Андерсом вдалось відкрити окремі досонячні зерна наноалмазів з ізотопними аномаліями у майже всіх виміряних елементах – свідчення, що вони складались з чистої зоряної речовини.
Підхід «чиказької групи» Андерса (названий ним «спалити сіно, щоб знайти голку») полягав у відслідковуванні носіїв благородних газів в метеоритах через серію кроків кислотного розчинення та фізичного відокремлення метеоритних залишків, в результаті чого зі зразка не залишалось майже нічого. Саме відкриття ДСЗ Андерсом та колегами трапилось випадково. Розчаровані безрезультатними тривалими пошуками носія аномального ксенону у вуглецевому хондриті Андерс та Рой Льюїс (англ. Roy Lewis) вирішили використати грубу хімічну обробку метеориту, щоб побачити, чи розчиниться носій. Вони обробили зразок колоїдної фракції залишку хондриту Allende найсильнішим окисником - гарячою перхлоратною кислотою. Чорний залишок перетворився на білий і попри таку хімічну обробку, аномальний ксенон опинився в залишку, що майже повністю складався з карбону. Здійснена за допомогою CEM реєстрація дифракції електронів на залишку карбону виявила, що він складався з дрібних (нанометрових) алмазів.
Саме завдяки такому грубому підходу Андерс із колегами вперше й змогли виділити та ідентифікувати метеоритний алмаз (носій Xe-HL), карбід силіцію (носій Ne-E(H) і Xe-S) та графіт (носій Ne-E(L)) . Відтоді різними групами дослідників було ідентифіковано інші типи досонячних зерен.
Відкриття ізотопних аномалій в метеоритах змусили науковців відкинути гіпотезу гарячої сонячної туманності та гомогенізації її хімічного та ізотопного вмісту.

## Ідентифікація та аналіз ДСЗ
Сонячна система сформувалась ~4,6 млрд років тому із ядра гравітаційно колапсуючої молекулярної хмари, що містила речовину, яка формувався та трансформувався протягом довгого часу галактичної та зоряної еволюції. Об'єкти зі схожою сукупною складовою та ізотопними співвідношеннями зазвичай групується в єдино, оскільки припускається, що вони походять з одного джерела. Тоді як відмінності в складових чи ізотопних співвідношеннях зазвичай вказують на те, що такі зразки пройшли відмінні еволюційні історії, сформовані за різних умов і піддавалися впливу різних процесів.
Ідентифікація ДСЗ ґрунтується на їх аномальному ізотопному складі відносно діапазону складових, спостережуваних в речовині з Сонячної системи, що вказує на їх походження з інших зір, які існували до формування Сонця. Як наслідок, зерна, що не мають ізотопних аномалій, не розрізняються як досонячні і залишаються недослідженими, навіть якщо вони передують формуванню Сонячної системи. Тим самим існує певне упередження в бік саме ізотопно аномальних досонячних зерен, що певною мірою впливає на розуміння природи і походження ДСЗ.
З огляду на досонячне походження ДСЗ і їх унікальний ізотопний вміст, відкриття та вивчення цих зерен нероздільно пов’язане з прогресом ізотопного аналізу. Малі розміри більшості ДСЗ є чи не найголовнішою перешкодою для повноцінного їх вивчення, обмежуючи величину матеріалу, доступного для хімічного та ізотопного дослідження.
Ізотопні співвідношення часто виражаються в тисячних частках відхилення від обраного стандартного зразка (stnd), який обирається таким чином, щоб відображати сонячні середні значення цих ізотопних співвідношень:
{\displaystyle \delta (^{n}X/^{m}X)} або {\displaystyle \delta ^{n}X=\left[(^{n}X/^{m}X)/(^{n}X/^{m}X)_{stnd}-1\right]\times 1000}‰
де X – даний елемент, а m -  найбільш поширений ізотоп.

### Ідентифікація ДСЗ
Існування досонячних компонентів було вперше продемонстровано через ізотопний аналіз H, O та благородних газів в об’ємних масах метеоритів.
Ізотопний аналіз благородних газів був особливо важливим у відкритті справжньої досонячної речовини. Зокрема, ізотопний вміст Ne та Xe, вивільнений з деяких примітивних метеоритів при температурі 600 °C, виявився цілком ізотопно аномальним у порівнянні зі слідами об’ємних благородних газів інших метеоритів і не міг бути пов'язаний з розколом, розщепленням ядра чи насадженням сонячним вітром. Відтак, носії цих «екзотичних» складових благородних газів інтерпретувались як такі, що мають зоряне, а не сонячне походження.
Виділені наприкінці 1980-х рр. з метеоритів графіти, карбід силіцію (SiC) та деякі алмази мали аномальні співвідношення всіх ізотопів, які вимірювалися. Завдяки цьому вони й ідентифікуються як досонячні зерна. Ці ізотопні аномалії різнять ДСЗ від інших речовин у метеоритах, таких як кальцій-алюмінієві включення (КАВ). Хоча кальцій-алюмінієвим включенням також притаманні ізотопні аномалії в деяких елементах, але, на відміну від ДСЗ, вони сформувались у Сонячній системі, а не в масивних зорях. Аномалії в ізотопному складі елементів КАВ скоріше за все були успадковані з не повністю гомогенізованої досонячної речовини. Крім того, на відміну від аномалій КАВ, ізотопні аномалії ДСЗ є на кілька порядків більшими й узгоджуються з передбачуваними аномаліями в атмосферах масивних зір.
Успішне відкриття ДСЗ алмазів, карбіду силіцію та графіту зумовлене кількома факторами: ці вуглецеві фази хімічно стійкі; у метеориті був відсутній великий ізотопно нормальний фон таких фаз; зерна містили ізотопно аномальні благородні гази, які можна було ізолювати з метеориту в майже чистій формі хімічною та фізичною обробкою. Завдяки цим факторам ДСЗ можна було очистити від більшої частини метеоритного зразка через послідовні кроки кислотного розчинення.
Розвиток методу мас-спектроскопії вторинних іонів, що дозволив визначати ізотопний склад пилових частинок розміром близько мікрометра, допоміг виявити в метеоритах також досонячні зерна оксидів, силікатів та нітриду силіцію (Si3N4), хоча кількість таких зерен значно менша, аніж вуглецевих фаз. Більшість ідентифікованих оксидних ДСЗ складають корунд (Al2O3) та шпінель (MgAl2O4), і в меншій кількості – хромова шпінель (Mg(Al,Cr)2O4 ), Гібоніт (CaAl12O19), хроміт (FeCr2O4), оксид заліза (Fe2O3) та оксид титану (TiO2).
За винятком досонячних зерен Si3N4, силікатів та оксиду заліза, всі ці зерна первинно були визначені шляхом аналізу окремих зерен у кислотних залишках. Тоді як досонячні силікати були відкриті за допомогою ізотопної візуалізації хімічно необроблених часток космічного пилу , фракцій та відполірованих зразків метеоритів  і антарктичних мікрометеоритів (АММ) .
Крім того, в ДСЗ карбіду силіцію та графіту були виявлені дрібні субзерна: карбідів цирконію (Zr), титану (Ti), молібдену (Mo); камаситу (Fe-Ni); ольдгаміту (CaS); рутилу (TiO2); когеніту ((Fe,Ni)3C);  силіцид заліза (Fe2Si); рутенієво-залізний сплав; силіцид нікелю (Ni2Si); елементарне залізо. Більшість цих субзерен найімовірніше були утворені до конденсації сферул SiC та графіту і виступали місцями нуклеації для росту цих зерен.

### Хондритні метеорити
Перші досонячні зерна зоряного пилу (наноалмаз та карбід силіцію) були виявлені в примітивних хондритних метеоритах. Метеорити – макроскопічні (> 1 мм) камені небесного походження, що впали на Землю. Більшість метеоритів (93%) складаються з кам'яного матеріалу, менша частка (6%) з нікелистого заліза α-(Fe, Ni) і лише 1% складається з рівної кількості кам'янистої речовини та FeNi. Кам'яні метеорити поділяються на велику кількість груп та підгруп, однак найбільш істотною є відмінність між хондритами та ахондритами. Об’ємний хімічний склад хондритів схожий до складу Сонця. Вони сформувались на астероїдних об'єктах, які не зазнали диференціації – не були розплавлені і багате залізом ядро не було відокремлене від кам'яної мантії та кори. Ахондрити є головним чином вулканічним камінням, що сформувалось на диференційованих тілах, таких як астероїд Веста, Місяць, Марс.
Хондритні метеорити є найбільш «примітивними» з-поміж інших метеоритів, бо містять ознаки найбільш ранніх матеріалів із сонячної туманності, що залишались майже недоторканими процесами, що відбувались на астероїді, з якого походить метеорит.
Хондрити складаються з трьох головних компонентів:
1. Хондри (хондрули) – малі (0,1 – 1 мм в діаметрі) кульки, що складаються головним чином з феромагнезіальних силікатних мінералів. Скоріш за все хондри сформувались як розплавлені чи частково розплавлені краплини, що швидко охололи й кристалізувались.
2. Тугоплавкі включення (ТВ) – це нерегулярні включення (розміром від менше мм до см) високотемпературних мінералів. Хімічні та мінералогічні складові одного класу ТВ, кальцій-алюмінієвого включення (КАВ), схожі до таких же в передбачених перших твердих тілах, що формуються з газу сонячного складу, який охолоджується.
3. Матриця – дрібнозернисте (від субмікрометра до мікрометра) скупчення мінералів та аморфних фаз, що розміщені між хондрами та ТВ. Саме в матриці включені ізотопно аномальні досонячні зерна, як і органічні вуглецеві матеріали, що скоріш за все постали в молекулярній хмарі, з якої сформувалось Сонце.  ДСЗ складають лише невелику частку мікрокристалів у матриці, в цілому складаючи лише кілька сотень мільйонних часток (ppm) маси метеориту.

Хондритні метеорити поділяються на багато груп на основі їх хімічних та ізотопних властивостей, складових елементів та фізичних характеристик, таких як поширеність та розмір хондрул. Вважається, що хондрити даної групи походять з однакового чи дуже схожого батьківського тіла. Більшість метеоритів, що падають на Землю є «звичайними хондритами» (англ. ordinary chondrites, OC), що діляться на щонайменше на 3 підгрупи, відповідно до вмісту метеоритного заліза. Більш рідкісну групу хондритних метеоритів складають «вуглецеві хондрити» (англ. carbonaceous chondrites, CC), які попри таку назву містять лише декілька відсотків карбону. СС є більш примітивними, ніж OC і поділяються на кілька підтипів, відповідно до спільних характерних складових, що відображають тип їх батьківського тіла. Назви підтипів вуглецевих метеоритів походять з місць найбільш репрезентативних зразків: 
- CI (тип Івуна, за типовою місцевістю в Танзанії), разом з підтипом CM складається головним чином з матриці і тому містить найбільшу поширеність ДСЗ
- CM (тип Мигії, Україна),
- CV (тип Вігарано, Італія),
- CK (тип Карунда, Австралія),
- CR (тип Ренаццо, Італія),
- CO (тип Орнан, Франція),
- CB (тип Бенкуббін, Австралія)
- CH (високо-металічний тип, англ. high-metal, оскільки містить до 40% металу).
Попри те, що хондрити не були диференційовані, більшість з них зазнало певної обробки на їх батьківському тілі. Напр., вони могли бути піддані термічному метаморфізму, коли в результаті нагрівання змінюється склад і структура мінералів, або ж водяній зміні, коли властивості мінералів модифікуються через взаємодію з рідкою водою. Не зважаючи на можливість таких змін, в більшості примітивних метеоритів, особливо — вуглецевих хондритів, відсутні ознаки термічної чи водної обробки.

### Техніка та методи аналізу ДСЗ
Існують два способи аналізу ДСЗ. Один полягає в аналізі одразу великої кількості зерен (аналіз основної маси, (англ. bulk analysis)), інший – в аналізі окремих зерен. Більшість даних про окремі зерна були отримані завдяки SIMS. Оскільки кожне досонячне зерно конденсувалось довкола своєї зорі, то аналіз окремих зерен найкраще підходить для вивчення ДСЗ. Однак, такий аналіз потребує відносно великих зерен (>1 мкм) і високого вмісту елементів.
Пошук носіїв благородних газів у метеоритах призвів 1987 року до відкриття перших ДСЗ – алмазу та карбіду силіцію. Ключовим для їх виділення стало відкриття їх стійкості до кислот . Оскільки зерна графітів, наноалмазів та SiC міцно поєднані з іншими компонентами матриці метеориту (глинисті мінерали, кероген), то для виявлення та вилучення цих зерен недостатньо стандартних процедур фізичного відділення. Тому для виділення ДСЗ потрібно зруйнувати різні складові мінералів, використовуючи хімічні розчинники. На основі перших досліджень ДСЗ, шляхом проб і помилок, була розроблена стандартна процедура (відома як «спалити сіно, щоб знайти голку») ідентифікації та виділення зерен, яка може бути зведена до кількох ключових кроків для хімічно тугоплавких досонячних фаз із найбільшою поширеністю (як наноалмаз, графіт, SiC):
1. розчинення основної маси метеориту (силікатів та метал) шляхом обробки флуоридними та хлоридними кислотами;
2. обробка окиснювачами (як хромати) задля оксидування більш реактивної частини головним чином вуглецевого кислотного залишку;
3. колоїдне вилучення зерен наноалмазів;
4. розділення за густиною неколоїдної частини для відновлення графіту в легкій фракції;
5. обробка алмазу і важкої частини неколоїдної фракції перхлоратною кислотою. Останню фракцію крім того обробляють гарячою сульфатною кислотою, що розчиняє шпінель і залишається головним чином карбід силіцію.

Кінцевим результатом цієї процедури ізоляції є отримання кількох метеоритних залишків, в яких концентровані різні типи ДСЗ. Залежно від процедури, мінералогічна чистота таких залишків може бути дуже високою – ~100% для наноалмазів та >90% для зерен SiC.
Проте з часом стало зрозумілим, що «сіно» таке ж важливе, як «голка». Тому поряд із грубою фізико-хімічною обробкою метеоритних зразків, почався пошук і дослідження матеріалів, що зазнали мінімальної обробки чи взагалі не були піддані обробці. Найкраще для цього підходив мас-спектрометр вторинних іонів (англ. Secondary ion mass spectrometer) SIMS, який вперше був використаний для вивчення ДСЗ Ернстом Ціннером з колегами з університету Вашингтона в Сент-Луїсі.  Іонний мікрозонд SIMS використовує фокусований пучок високоенергетичних (~20 кеВ) іонів для розпилення та іонізації атомів із метеоритного зразка. Розпилені вторинні іони зі зразка транспортуються через мас-спектрометр, який визначає їх масу, використовуючи електричні та магнітні поля. Висока чутливість SIMS уможливлює ізотопні вимірювання багатьох головних та домішкових елементів в одиничних ДСЗ. Однак нижня межа SIMS для вимірювань одиничного зерна складала ~1 мкм.
NanoSIMS, інструмент SIMS нового покоління, що був розроблений з ініціативи Е.Ціннера наприкінці 1990-х рр. компанією Cameca (Франція), вперше дозволив вимірювати метеоритні зразки найменших розмірів (аж до ~0,1 мкм) зі значно більшою чутливістю, ніж SIMS. Діаметр первинного пучка Cs+ може бути до 50 нм, що дозволяє знаходити ізотопні аномалії в найменших досонячних зернах. NanoSIMS оснащено 4 рухомими і одним фіксованим електронними помножувачами, які можуть одночасно реєструвати п’ять іонів масою 30 а.о.м. (напр., 28Si, 29Si та 30Si). Для пошуку ДСЗ, іонний мікрозонд використовується в режимі іонної візуалізації для створення карт ізотопних співвідношень, на яких ДСЗ проявляються як «гарячі точки».
Коли були відкриті перші ДСЗ, то дослідники могли описати лише загальну морфологію зерна та визначити його досонячне походження через вимірювання ізотопного вмісту 1-2 елементів. Із розвитком експериментальних технологій у 2000-х рр. стало можливим отримання детальної структури та хімічної інформації про зерно, з вимірюванням ізотопного вмісту 5-6 елементів в одному зерні розміром 2-3 мкм. Деякі з використовуваних технік є руйнівними, інші неруйнівними. Неруйнівні техніки дозволяють отримати хімічні, а інколи й структурні, дані про зерно, однак не можуть однозначно визначити чи має воно досонячне походження. Тож, виявлення досонячних зерен найчастіше здійснюється з допомогою іонного мікрозонду, для характеристики та аналізу яких потім використовують поєднання руйнівних та неруйнівних технік. Оскільки зерна in situ оточені іншими близько розміщеними зернами, то дуже важко здійснити вимірювання хімічного та ізотопного вмісту одиничних зерен. Хоча з допомогою техніки фокусованого іонного променя (англ. FIB) в режимі «lift-out» і можна відокремити одиничне зерно від навколишньої речовини, однак ця процедура є дуже довготривалою й дорогою. Відтак, зерна відокремлюють від навколишньої речовини з допомогою фізичних та хімічних засобів і вже потім аналізують.
До неруйнівних технік аналізу ДСЗ належать: 
1. сканувальний електронний мікроскоп (СЕМ),  що уможливлює розрізнення на поверхнях зерен специфічних властивостей розміром кілька десятків нанометрів;
2. трансмісійний електронний мікроскоп (ТЕМ), який є ключовим інструментом для вивчення внутрішньої структури та елементного складу зерна, оскільки дозволяє отримати зображення та хімічні складові на об'єктах розміром кілька десятків нанометрів і може розрізнити атомну структуру зерен;
3. Аналіз TEM окрім візуалізації зерен також часто включає два типи спектроскопії: енергодисперсійна рентгенівська спектроскопія (ЕДС) та спектроскопія енергетичних втрат електронів (EELS), які дозволяють отримати інформацію про хімічний вміст зерна, а EELS також характеризує стани окиснення та конфігурації зв’язків;
4. оже-спектроскопія, що забезпечує елементний аналіз субмікронних зерен;
5. раман-спектроскопія, яка може ідентифікувати мінералогію зерен і надає загальну структурну інформацію про окремі типи;
6. біляпорогова структура рентгенівського поглинання[en] (XANES) – синхротронна техніка що використовує жорстке рентгенівське випромінювання для вивчення електронної структури матеріалів та їх елементного вмісту, стану окиснення Fe і Ti та симетрію матеріалів;
7. дифракція зворотно розсіяних  електронів[en] ( EBSD) – техніка, котра розглядає характерні для внутрішньої структури зерна дифракційні текстури електронів, розсіяних під малими кутами із поверхневих шарів зразка.

Отримання ізотопної інформації про досонячні зерна потребує підрахунку атомів, що припускає часткову руйнацію зерна. Таку інформацію забезпечують іонні мікрозонди, які дозволяють виміряти множину елементів в порівняно малих зернах. Але навіть найчутливіші іонні зонди включають в детектор для підрахунку лише один атом із 103 – 104. Тому існують інші, руйнівні техніки для потрапляння більшої кількості іонів у детектори. До таких руйнівних технік аналізу ДСЗ належать:
1. Мас-спектрометрія резонансної іонізації[en] (англ. Resonance ionization mass spectrometry, RIMS) в ~103 разів більш ефективна, аніж іонний мікрозонд [105][106].  В RIMS матеріал десорбується із метеоритного зразка з використанням імпульсного лазеру, що термально вивільняє атоми без їх іонізації. Далі, використовуючи тонко налаштовані лазери, нейтральні атоми специфічного елементу в отриманому газовому шлейфі вибірково резонансно іонізують із майже 100 % ефективністю, тоді як інші елементи взагалі не іонізуються. Отримані іони аналізують у час-пролітному мас-спектрометрі[en]. Техніка RIMS також уможливлює іонізацію та виявлення великої частки (до 50%) атомів, вивільнених зі зразка. Саме завдяки RIMS вдалось здійснити ізотопне визначення важких елементів (стронцію, барію, цирконію, молібдену, рутенію) в окремих ДСЗ[107][108][109].
2. Для визначення слідових елементів в ДСЗ використовують техніки аналізу об’ємної маси зерен, як мас-спектрометрія благородних газів, мас-спектрометрія термальної іонізації[en] (TIMS) та мас-спектрометрія індуктивно-зв'язаної плазми[en] (ICP-MS). Хоча з-поміж усіх технік, TIMS та ICP-MS дають найбільш точні ізотопні результати, для їх застосування потрібно достатньо атомів в зернах. Тоді як у деяких елементах недостатньо атомів в окремому зерні для визначення ізотопного вмісту, що потребує ~30,000 атомів. Відтак, у цих техніках одночасно вимірюється велика сукупність зерен, чиї ізотопні вмісти тому є усередненням багатьох зоряних джерел.

## Типи ДСЗ
| Типи, поширеність, розміри та зоряні джерела досонячних зерен | Типи, поширеність, розміри та зоряні джерела досонячних зерен | Типи, поширеність, розміри та зоряні джерела досонячних зерен | Типи, поширеність, розміри та зоряні джерела досонячних зерен                     | Типи, поширеність, розміри та зоряні джерела досонячних зерен | Типи, поширеність, розміри та зоряні джерела досонячних зерен | Типи, поширеність, розміри та зоряні джерела досонячних зерен |  |
| Мінерал                                                       | Типи                                                          | Поширеність в хондритах (ppm)                                 | Розмір (мкм)                                                                      | Ізотопний вміст                                               | Батьківські зорі                                              | Відносний внесок                                              |  |
| ------------------------------------------------------------- | ------------------------------------------------------------- | ------------------------------------------------------------- | --------------------------------------------------------------------------------- | ------------------------------------------------------------- | ------------------------------------------------------------- | ------------------------------------------------------------- |  |
| ВУГЛЕЦЕВІ ЗЕРНА                                               |                                                               |                                                               |                                                                                   |                                                               |                                                               |                                                               |  |
| Алмаз                                                         |                                                               | 1400                                                          | 0,002                                                                             | Сонячні 12C/13C, 14N/15N, Xe-HL                               | ННІІ; Сонячна система (?)                                     |                                                               |  |
| SiC                                                           |                                                               | 30                                                            | 0,3 — 50                                                                          |                                                               |                                                               |                                                               |  |
|                                                               |                                                               |                                                               |                                                                                   |                                                               |                                                               |                                                               |  |
| Головна популяція                                             |                                                               |                                                               | низьке 12C/13C; високе 14N/15N; елементи s-процесу                                | АВГ (1,5 — 3 Mʘ)                                              | 90%                                                           |                                                               |  |
| АВ                                                            |                                                               |                                                               | дуже низьке 12C/13C; високе 14N/15N                                               | вуглецеві J-зорі; вдруге народжені АВГ                        | <5%                                                           |                                                               |  |
| C                                                             |                                                               |                                                               | високе 12C/13C; дуже високе 𝛿 29, 30Si; зниклі 26Al, 44Ti                         | ННІІ                                                          | 0,1%                                                          |                                                               |  |
| X0                                                            |                                                               |                                                               | низьке 14N/15N; від'ємне 𝛿 29, 30Si; високе 29Si/30Si; зниклі 26Al, 44Ti, 49V     | ННІІ                                                          | 0,2%                                                          |                                                               |  |
| X1                                                            |                                                               |                                                               | низьке 14N/15N; від'ємне 𝛿 29, 30Si; середнє 29Si/30Si; зниклі 26Al, 44Ti, 49V    | ННІІ                                                          | 1%                                                            |                                                               |  |
| X2                                                            |                                                               |                                                               | низьке 14N/15N; від'ємне 𝛿 29, 30Si; низьке 29Si/30Si                             | ННІІ                                                          | 0,3%                                                          |                                                               |  |
| Y                                                             |                                                               |                                                               | високе 12C/13C; високе 14N/15N                                                    | АВГ з ~1/2 сонячної металічності                              | кілька %                                                      |                                                               |  |
| Z                                                             |                                                               |                                                               | низьке 12C/13C; високе 14N/15N; в основному від'ємне 𝛿29Si; високе 30Si           | АВГ з ~1/4 сонячної металічності                              | кілька %                                                      |                                                               |  |
| SiC з нових                                                   |                                                               |                                                               | низьке 12C/13C; високе 14N/15N; в основному від'ємне 𝛿29Si; високе 𝛿30Si; Ne-E(L) | Нові                                                          | 0,1%                                                          |                                                               |  |
| Графіт                                                        |                                                               | 10                                                            | 1 — 20                                                                            |                                                               |                                                               |                                                               |  |
|                                                               |                                                               |                                                               |                                                                                   |                                                               |                                                               |                                                               |  |
|                                                               |                                                               |                                                               | низьке 14N/15N, високе 18О/16О; зниклі 26Al, 41Ca, 44Ti, 49V                      | ННІІ                                                          | 60%                                                           |                                                               |  |
|                                                               |                                                               |                                                               | елементи s-процесу                                                                | АВГ (1,5 - 3Mʘ)                                               | 30%                                                           |                                                               |  |
|                                                               |                                                               |                                                               | низьке 12C/13C                                                                    | J-зорі; вдруге народжені АВГ                                  | <10%                                                          |                                                               |  |
|                                                               |                                                               |                                                               | низьке 12C/13C; високе 𝛿30Si; Ne-(E)L                                             | Нові                                                          | <10%                                                          |                                                               |  |
| Тугоплавкі карбіди (як TiC)                                   |                                                               | <<1                                                           | 20 — 100 нм                                                                       |                                                               | АВГ, ННІІ                                                     |                                                               |  |
| Багаті O зерна                                                |                                                               |                                                               |                                                                                   |                                                               |                                                               |                                                               |  |
| Силікати                                                      |                                                               | 200—300                                                       | 0,2 — 0,3                                                                         | надлишки 16,18O; збіднені 17O                                 | ЧГ і АВГ; нові; ННІІ                                          | 85-90%; <<1%; 10 — 15%                                        |  |
| Шпінель                                                       | 5 — 30                                                        | 5 — 30                                                        | 0,1 — 1                                                                           | високий надлишок 16O                                          | ЧГ і АВГ; Нові; ННІІ                                          | 90%; <1; <10%                                                 |  |
| Корунд                                                        | 5 — 30                                                        | 5 — 30                                                        | 0,1 — 1                                                                           | високе 17O /16O; низьке 18O /16O                              | ЧГ і АВГ; Нові; ННІІ                                          | 90%; <1; <10%                                                 |  |
| Гібоніт                                                       | 5 — 30                                                        | 5 — 30                                                        | 0,1 — 1                                                                           |                                                               | ЧГ і/або АВГ; ННІІ                                            | 90%; ~10%                                                     |  |
| SiO2                                                          | 1 — 1,5                                                       | 1 — 1,5                                                       | 0,2 — 0,3                                                                         |                                                               | АВГ; ННІІ                                                     | 75%; ~25%                                                     |  |
| TiO2                                                          | 1 — 1,5                                                       | 1 — 1,5                                                       | 0,2 — 0,3                                                                         |                                                               | ЧГ і/або АВГ; ННІІ                                            | ~80%; ~20%                                                    |  |
| MgO                                                           | 1 — 1,5                                                       | 1 — 1,5                                                       | 0,2 — 0,3                                                                         |                                                               |                                                               |                                                               |  |
| FeO                                                           | 1 — 1,5                                                       | 1 — 1,5                                                       | 0,2 — 0,3                                                                         |                                                               |                                                               |                                                               |  |
| Інші типи                                                     |                                                               |                                                               |                                                                                   |                                                               |                                                               |                                                               |  |
| Si3N4                                                         |                                                               | 0,002                                                         | ≤1                                                                                | низьке 14N/15N; 𝛿29,30Si, зниклий 26Al                        | ННІІ                                                          | 100%                                                          |  |

### Карбід силіцію
Карбід силіцію (SiC)  найкраще вивчений з усіх типів досонячних зерен, оскільки є відносно поширеним (6 ppm в метеориті Murchison) та наявний в різних класах метеоритів.
ДСЗ SiC були виявлені у вуглецевих, звичайних та енстатитових хондритах, де їх поширеність коливається в діапазоні від 109 до 160 ppm. Крім того, ДСЗ SiC були виявлені в космічному пилові  та одне зерно — в речовині з комети Вільда-2, зібраного космічним апаратом Стардаст в 1999 р. і повернутого на Землю в 2006 р.
Розмір більшості зерен SiC лежить у діапазоні від ~0,1 мкм до 20 мкм, найбільшими з яких є SiC зерна з метеориту Murchison, і значно меншими — зерна SiC з вуглецевого хондриту Orgueil (1 – 10 мкм)  та енстатитового хондриту Indarch [1891 р., Баку] (< 1 мкм) .
При синтезі SiC в лабораторії формується до сотні різних його політипів: унікальний кубічний політип 3C (відомий як β-SiC) та шестикутні і ромбоедричні політипи (відомі як α-SiC). Однак на основі астрономічних спостережень розрізнюваними здавались лише політипи 3C і 6H. Завдяки вивченню кількох сотень досонячних зерен SiC з метеориту Murchison за допомогою просвітлюючої електронної мікроскопії з високою роздільністю вперше вдалось встановити політипний розподіл астрономічного карбіду силіцію. За винятком невеликої (~1%) популяції зерен SiC з одновимірною невпорядкованістю, в усіх проаналізованих досонячних SiC зернах були виявлені лише два політипи — кубічний політип 3C β-SiC (~79%) і шестикутний політип 2Н α-SiC (~3%) - та їх зрощення (~17%). Політип 2H ніколи не спостерігався в природі до його виявлення в метеориті Murchison.
Окрім внутрішньої структури досонячних SiC зерен, протягом останнього десятиліття була отримана нова інформація про їх зовнішню морфологію, завдяки якій можна повніше відтворити джерело походження, формування та шлях зерен SiC від батьківської зорі до батьківського тіла метеориту. Так, розвиток нових методів високої роздільної здатності з допомогою СЕМ зерен SiC (з діапазоном розмірів 0,5 – 2,6 мкм) в метеориті, - без хімічного травлення, що найчастіше використовується для їх виділення та призводить до їх руйнування, - вперше показав неушкоджені, первинні поверхні зерен. Понад 90% таких «первинних» зерен SiC обмежені однією чи кількома кристалічними гранями. В більш ніж половині цих кристалічних граней спостерігаються багатокутні заглиблення (<100 нм вглиб), симетрія яких в цілому узгоджуються зі структурою SiC політипу 3C. Порівняння цих властивостей первинних зерен SiC з властивостями поверхні зерен SiC, що були піддані значному хімічному травленню, виявило, що багатокутні заглиблення на первинних зернах не артефакт, а їх невід’ємна властивість, яка виникає внаслідок неповної збіжності фронтів росту поверхні протягом формування зерна.
Окрім багатокутних заглибин, хімічно витравленим досонячним зернам SiC також притаманна висока щільність (~108—109/см2) поверхневих ямок, що є значно більшою (в ~103-104 разів), аніж у синтетичних SiC, створених для мінімізації дефектів. У цілому, висока щільність дефектів та багатокутні заглибини досонячних SiC зерен вказують їх початковий швидкий ріст, що кінетично гартується коли газова фаза стає надто розрідженою.
Дослідження «первинних» зерен SiC не виявило ніяких інших первинних мінералів, що були б зрощені з (чи наросли над) досонячним зерном SiC, підтверджуючи ранні in situ вимірювання ДСЗ SiC в метеоритах . Із цього випливало, що виживання досонячних зерен SiC в сонячній туманності не було пов’язане із силікатними чи оксидними речовинами, які б захищали ці зерна. Крім того, експериментально було встановлено, що час існування ДСЗ SiC, підданих високим температурам як у газовій туманності (T > 900 °C), є значно коротшим (менше кількох тисяч років) аніж час охолодження туманності. Відтак, виживання в метеоритах і збереженість поверхні досонячних SiC зерен свідчить про те, що деякі з них повинні були потрапити до сонячної туманності пізніше або/і до її більш холодних, зовнішніх частин. Разом з тим, у деяких первинних ДСЗ SiC були виявлені окислені поверхні, а довкола одного зерна SiC оксидна оправа товщиною 10-30 нм.
Ізотопні вимірювання як одиничних SiC зерен, так і їх об’ємної маси виявили надзвичайно аномальний (у порівнянні з сонячними) ізотопний склад мало не в кожному елементі: як у головних, так і в елементах-домішках, включаючи C, Si, Mg, Ti, , Ne, Xe, Ba, Kr, Nd, Sm, Sr, Mo, Zr, Dy, N і Ru Значна частка SiC також містить збільшене ізотопне співвідношення магнію 26Mg/24Mg. Це свідчить про те, що коли вони утворились, то містили радіоактивний 26Al. , який з періодом напіврозпаду 720 тис. років, перетворився in situ на стабільний ізотоп 26Mg.
Виміряні в великій кількості одиничних зерен ізотопні співвідношення карбону, азоту, силіцію, а також виведені ізотопні співвідношення 26Al/26Al дозволили виділити декілька відмінних популяцій зерен SiC: 
1. головна популяція SiC зерен – найбільша група SiC (~93%);
2. тип Y і Z зерен SiC
3. тип SiC X
4. тип SiC C
5. тип SiC A+B
6. тип SiC зерен нової

ДСЗ SiC є носіями компоненту Xe-S, який утворюється в s-процесі. Поширеність елементів s-процесу спостерігається в червоних гігантах на стадії асимптотичного відгалуження гігантів (АВГ), тому вважається, що більшість ДСЗ SiC походять із вуглецевих зір – зір пізнього спектрального класу з низькою масою (1 – 3 Mʘ) що перебувають у фазі термальних пульсацій АВГ . Про походження ДСЗ SiC зі збагачених вуглецем оболонок зір АВГ свідчить також спектроскопічно спостережувана в цих зорях емісія на хвилі 11 мкм (характерна для β-SiC) . Таке походження більшості зерен SiC підкріплюється тим фактом, що ці зерна є носіями компоненту Ne-E(H), оскільки теоретичні моделі передбачають, що оболонки зір АВГ збагачені 22Ne.

#### Зерна SiC головної популяції
Зерна головної популяції є найпоширенішими серед SiC зерен (~90% всіх зерен SiC) і характеризуються більшим вмістом ізотопів 14C та 14N у порівнянні з їх вмістом у Сонці. Такий ізотопний склад вказує на ядерне горіння гідрогену у верхній оболонці зір АВГ в CNO-циклі. Співвідношення ізотопів 12C/13C зерен SiC головної популяції становить від 10 до 100, для порівняння: співвідношення на Сонці – 89.
Для більшості зерен головної популяції характерне збагачення ізотопами 29Si та 30Si. Між співвідношеннями ізотопів 29Si/28Si та 30Si/28Si існує сильна кореляція, де співвідношення 29Si/28Si на ~30% вищі від 30Si/28Si, у порівнянні з такими ж сонячними. Тому на трьох-ізотопному (ізохронному) графіку для Si, точки даних лягають вздовж характерної кореляційної лінії з нахилом ≈ 1,3 (𝛿29Si = 1,37 × 𝛿30Si – 20; 𝛿iSi = [[(iSi /28Si)зерно / (iSi / 28Si)ʘ – 1] × 1000 ) –  т.зв. «головна лінія SiC» .  Головна лінія SiC не пов'язана з нуклеосинтезом в батьківських зорях зерен SiC, а є результатом хімічної еволюції галактики і відзеркалює той факт, що ці зерна походять із великої кількості індивідуальних зір.
Співвідношення ізотопів14N/15N в зернах SiC головної популяції коливаються в діапазоні від 200 до 20 000. Для порівняння: земне співвідношення – 272.
У зернах SiC головної популяції також виявлено радіогенний 26Mg – продукт розпаду радіоактивного 26Al, із виведеними співвідношенням 26Al/27Al у діапазоні від 10-4 до 10-3.

#### Зерна SiC X
SiC X зерна (~3 мкм) спершу були ідентифіковані з допомогою SIMS в кислотних залишках метеоритів як найбільш рідкісні (~1%) з поміж зерен карбіду силіцію. На відміну від головної популяції SiC, зерна SiC X збіднені важкими ізотопами Si та 13C, але в порівнянні із сонячними складом, високо збагачені ізотопами 12C, 28Si та 15N.
Із розвитком техніки автоматизованої іонної візуалізації SIMS вдалось ідентифікувати відносно велику кількість SiC X зерен, ізотопний склад кількох сотень з яких було проаналізовано <. Окрім аномального ізотопного складу Si, C та N, в досонячних зернах SiC X також був виявлений високий вміст 26Mg, обумовлений розпадом радіоактивного 26Al, зі співвідношенням 26Al/27Al до 0,6. У деяких же SiC X зернах Mg є виключно моноізотопним 26Mg, істотно відрізняючись від земного співвідношення 26Mg/24Mg, яке становить 0,13932 .      
Близько 10-20% зерен X мають високий надлишок 44Ca, що скоріш за все є результатом розпаду ізотопу 44Ti з коротким періодом напіврозпаду (T1/2 = 60 років). Виведені співвідношення ізотопів 44Ti/48Ti для зерен X досягають 0,6. За допомогою аналізу TEM, в зерні X також було виявлено субзерно TiC. Оскільки 44Ti може утворитись лише у спалахах наднових, то це свідчить про походження більшості зерен SiC X із наднових.
Кристалографічний аналіз зерен SiC Х з допомогою TEM виявив в них полікристалічну структуру, сформовану множинними кристалічними доменами. Розмір більшості кристалітів Х зерен коливається в діапазоні від ~100 до 200 нм. Подібна структура Х зерен істотно різнить їх від зерен SiC головної популяції, що складаються або з одиничних, двійникових чи дефектних кристалів (0,5 – 1,7 мкм), або ж полікристалів зі значно більшими доменами, ніж Х зерна. Відмінність розмірів кристалів зерен Х та головної популяції вказує на відмінні середовища їх формування: кристали зерен Х  утворились за умов високого перенасичення та швидкого росту. Разом із тим, як зерна головної популяції, так і зерна Х повністю належать до політипу 3C-SiC.

#### Зерна SiC Y, Z та А+В
Іншими рідкісними підтипами зерен SiC є Y, Z та АВ зерна. Для зерен SiC Y (2% всіх зерен SiC) характерне співвідношення 12C/13C > 100, а ізотопні співвідношення Si та N відмінні від таких же співвідношень для SiC X зерен.
Зерна підтипу SiC Z (~2%) мають співвідношення ізотопів 12C/13C. , подібні до головної популяції SiC зерен, але, на відміну від останніх, їм притаманне відносно велике збагачення 30Si. І лише 5% всіх SiC зерен складає підтип А і В (АВ), що має ізотопне співвідношення 12C/13C <10.

#### Зерна SiC C
Наприкінці 1990х у фракції KJG метеориту Murchison було виявлене окреме зерно SiC з великим надлишком 29, 30Si. І лише здійснені через десятиліття ізотопні вимірювання субзерен SiC в зернах графіту, дрібних SiC зерен (<500 нм) із метеоритів Murchison та Indarch  виявили більше зерен зі схожим вмістом (𝛿29, 30Si ≳ 1000 ‰), що дозволило виділити їх в окремий тип під назвою «зерна SiC типу C» .
Зерна SiC С є дуже рідкісними, складаючи лише ~1‰ всіх зерен SiC. Зерна C мають схожий до зерен Х ізотопний склад С та N: співвідношення 12C/13C значно вище сонячного (напр., для зерна e2-3-4 з Indarch, 12C/13C  = 3290), а 14C/15N – нижче сонячного (для зерна e2-3-4, 14C/15N = 32) .
Ізотопний аналіз одного з перших виявлених зерен С (зерна «e2-3-4» із Indarch) виявив, що воно було дуже збагачене 32S (чи відповідно збіднене 33, 34S): 𝛿33S/32S = -331 та 𝛿34S/32S = -323. Схожі ізотопні характеристики 32S пізніше були виявлені в зернах С із метеориту Murchison.  Разом із тим, два зерна С з Murchison (M7-C та M7-D) мали великий надлишок 13C і характеризувались високими виведеними співвідношеннями 26Al/27Al  (M7-C=0,015; M7-D = 0,12) та великим надлишком 44Cа (𝛿44Ca= 1854 (М7-С) і 1816 (М7-D)), що свідчить про початкову наявність у них радіоактивного 44Ti (виведені первинні співвідношення 44Ti/48Ti  = 0,01 (М7-С) і 0,08 (М7-D)). Одне зерно С (M7-E) мало надзвичайно низьке співвідношення 12C/13C = 1,3. Такий аномальний ізотопний склад вказує на походження виявлених зерен SiC C із наднових типу ІІ.

### Графіт
Графіт, як досонячне зерно, вперше був виділений із метеориту Murchison (СМ2), як носій компоненти благородного газу Ne-E(L) (майже чистий 22Ne). З того часу багатоелементні ізотопні дослідження були здійснені на 1850 досонячних зернах графіту із Murchison та 375 зернах із метеориту Orgueil (СІ). Окрім цих двох метеоритів, ще 44 ДСЗ графіту були ідентифіковані в енстатитовому хондриті Qingzhen (EH3)  Ще кілька десятків досонячних зерен графіту було виявлено в звичайному хондриті Tieschitz, але без подальшої публікації більш детальної інформації щодо їх фізичних властивостей та ізотопного вмісту.
Процедура вилучення зерен графіту із метеоритних залишків є складнішою, аніж для інших зерен, оскільки графіт має хімічні та фізичні властивості, схожі з іншими вуглецевими сполуками в метеоритах. Крім того, в зернах графіту надзвичайно мала поширеність слідових елементів, що значно ускладнює їх аналіз. У цілому, ДСЗ графіту мають сферичну форму, діаметром від >1 до 20 мкм. На основі вимірювань благородних газів виведена поширеність зерен графіту в примітивних метеоритах складає 1 – 10 ppm.

#### Густина ДСЗ графіту
Густина ДСЗ графіту лежить у межах від 1,6 до 2,3 г/см3. У метеориті Murchison було виявлено чотири фракції з різною густиною ДСЗ графіту: 
1. KE3 (p ~ 1,6 – 2,05 г/см3)
2. KFA1 (p ~ 2,05 – 2,10 г/см3)
3. KFB1 (p ~ 2,10 – 2,15 г/см3)
4. KFC1 (p ~ 2,15 – 2,20 г/см3)

Середні розміри ДСЗ графіту із Murchison спадають зі зростанням густини, а фракції різняться між собою ізотопним вмістом  та Ne.
У метеориті Orgueil було ізольовано 8 різних фракцій:
1. OR1b (p ~ 1, 59 – 1,67 г/см3)
2. OR1c (p ~ 1, 67 – 1,75 г/см3)
3. OR1d (p ~ 1,75 – 1,92 г/см3)
4. OR1f (p ~ 2,02 – 2,04 г/см3)
5. OR1g (p ~ 2,04 – 2,12 г/см3)
6. OR1h (p ~ 2,12 – 2,16 г/см3)
7. OR1i (p ~ 2,16 – 2,30 г/см3)

Ізотопні властивості ДСЗ графіту залежать від густини і застосовуються для поділу зерен із Murchison та Orgueil на дві групи: зерна з низькою густиною (англ. low-density, LD ) та високою густиною (англ. high-density, HD). До LD відносяться фракції: KE3, KFA1, OR1c, OR1d; до HD: KFB1, KFC1, OR1f, OR1g, OR1i. Хоча між густинами різних фракцій із двох метеоритів нема точної відповідності, LD та HD фракції ДСЗ графіту мають дуже схожі фізичні властивості та ізотопний вміст. Ідентифіковані ДСЗ графіту (p ~ 1,75 – 1,85) з енстатитового метеориту Qingzhen належать до LD-зерен, а їх морфологія та ізотопний вміст C та Si схожі до LD зерен із вуглецевого метеориту Murchison.

#### Морфологія зерен графіту
Зовнішня морфологія досонячних сферул графіту, отримана з допомогою СЕМ, характеризується трьома загальними типами: 
1. тип «цибулини» (Ц), що складаються з концентричних шарів з відносно добре графітованого карбону;
2. тип «цвітної капусти» (ЦК), що є агрегатом субмікронних зерен.
3. тип «цвітна капуста – цибулина» (ЦКЦ) включає зерна графіту, що мають змішану чи неоднозначну форму ( також називаються «caulionion») але найчастіше їх морфологія схожа до «цибулин» [160].

У метеориті Murchison морфологія ЦК є панівною у LD фракціях, тоді як морфологія цибулини — у HD фракціях. Однак в Orgueil було виявлено дуже мало зерен графіту типу ЦК. Отримані через ТЕМ зображення ультрамікротом зрізів графітових сферул виявили, що два головні типи зовнішніх морфологій ДСЗ графіту, Ц і ЦК, пов'язані зі структурними відмінностями – регулярністю укладання та протяжною неперервністю графенових листів.
Зовнішня морфологія цибулинних графітів формується з кристалізованих графітних шарів, які утворюють концентричні оболонки. Форми локальної дифракції електронів графітів-цибулин характеризуються сильними (100), (110) і (002) дифракційними піками, що вказує на повністю кристалічні графіти з регулярним укладенням. Графенові площини в цього типу ДСЗ графітів грубо вирівняні на сотні нанометрів, поступово вигинаючись для формування концентричних шарів цибулини. Близько 2/3 цибулинних графітів мають нанокристалічне вуглецеве ядро, яке складається з малих, безладно орієнтованих графенових листів (середній діаметр 3-4 нм). Притаманні цибулинам дифракційні (100) і (110) піки центральних ядер вказують, що чверть їх маси можуть складати кластери поліциклічних ароматичних вуглеводнів (ПАВ) чи схожих структур. Наявність ПАВ в цибулинних графітах булла підтверджена з допомогою лазерної мас-спектрометрії..  Крім того, деякі одиничні молекули ПАВ мають схоже з зернами графіту ізотопне співвідношення карбону, що може свідчити про їх утворення під час утворення графіту в навколозоряній оболонці.
Тип цвітної капусти ДСЗ графіту характеризується турбостратним (повністю невпорядкованим) шаруванням, що складається з хвилястих і деформованих графенових листів. Хоча деяким зернам графіту цього типу і притаманна майже концентрична структура (із шарами, що когерентно розсіюють електрони на кілька сотень нанометрів в напрямку La; La – середній діаметр кристалічного порядку в площинах шару), на відміну від цибулинних шарувань ці області когерентного розсіяння мають обмежену товщину (Lc< 50 нм; Lc – середня висота впорядкованого шару в кристалографічному c-напрямку). Відсутність впорядкованого укладання в напрямку c-осі призводить до вільно-упакованих структур і до нижчої густини, аніж для цибулинних графітів . Інші ж ДСЗ графітові цвітні капусти ще менш впорядковані, позбавлені концентричних шарів і складаються з когерентно розсіюючих областей з діаметром ~20-30 нм. 
Попри те, що ДСЗ графіту можуть мати схожу морфологію поверхонь, як LD і HD зерна в Orgueil, їх внутрішня структура різниться. Раман-спектри зерен графіту із Murchison та Orgueil характеризується широким діапазоном кристалографічних структур – від добре кристалізованого графіту до аморфного карбону. ДСЗ графіту з HD фракцій притаманна більша кристалізація, аніж зернам із LD фракцій, чиї Раман-спектри нагадують спектри скловуглецю.

#### Внутрішні субзерна
Дослідження одиничних ДСЗ графіту за допомогою ТЕМ, NanoSIMS та XANES  виявили наявність у них малих (20 – 500 нм) субзерен тугоплавких карбідів (як карбід молібдену, MoC, та карбід титану, TiC) та металу нікель-залізо (Fe, Ni). У кількох HD зернах графіту із KFC1 були виявлені субзерна SiC; в одному з яких було до 26 субзерен SiC. Внутрішні кристали тугоплавких карбідів часто трапляються в обох типах (цибулин і цвітної капусти) ДСЗ графіту із зір АВГ, що свідчить про те, що такі високотемпературні конденсати були повсюдними в газові під час формування зерен графіту.
Хоча деякі карбіди в ДСЗ графітів є майже ізотопно чистими TiC, більшість карбідів є твердими розчинами, для яких характерні значні збагачення, вище сонячних співвідношень, елементами s-процесу (Mo, Zr, Ru) .  Багаті Zr та Mo карбіди були знайдені головним чином в HD графітових цибулинах, але не в LD зернах. Тоді як LD сферулах були виявлені внутрішні субзерна заліза, TiC, когеніту, камаситу та рутилу. Внутрішній склад тугоплавких металів в ДСЗ графіту свідчить, що HD зерна конденсувались за більш високих температур, аніж LD зерна.
Морфологія та варіація складових карбідів в окремих зернах графіту свідчать про те, що карбіди утворюються першими, а потім включаються до графіту, який формується. В ~40% ДСЗ графітів, що містять карбіди, наявні субзерна перебувають у центрі сферул, що вказує на те, що вони формувались як місця нуклеації для росту зерен графіту.

#### Ізотопний вміст графіту
Ізотопні співвідношення 12 C/13C в ДСЗ графіту охоплюють той же діапазон, що й в SiC зернах – від ~2 до 7000 . Разом з тим, якщо в більшості SiC зерен співвідношення 12C/13C є нижчим від сонячного, то більша частина зерен графіту містить відносно високі концентрації домішкових елементів. Зокрема, зерна графіту відносно низької густини (p < 2,15 г см-3), що складають третину ДСЗ графіту, мають ізотопні складові, дуже схожі до таких же в рідкісному типі SiC X зерен, що може свідчити про їх спільне утворення в наднових. З іншого боку, ізотопні складові ДСЗ графіту з більш високою густиною вказують на походження як із наднових, так і з зір АВГ та нових.
LD та HD зерна графіту різняться також іншими ізотопними співвідношеннями. Так, LD зерна мають надлишки 14N та 18O, тоді як в HD зернах ізотопні співвідношення O та N близькі до земних. Враховуючи величезний діапазон ізотопних співвідношень карбону в графітових зернах, такі нормальні співвідношення О і N в HD зернах скоріш за все можуть бути наслідком ізотопного врівноваження чи забруднення або на батьківському тілі метеориту, або ж у лабораторії. Крім того, LD графітові зерна мають більшу концентрацію домішкових елементів, аніж HD зерна. Так, співвідношення 26Al/27Al в LD сферулах такі ж великі, як і в зернах SiC X, тоді як лише декілька HD зерен мають надлишки 26Mg. Також в багатьох LD зернах був виявлений великий надлишок 28Si, що інколи корелював з великими надлишками 44Ca, які є продуктом розпаду 44Ti. Такі ізотопні складові вказують на внесок речовини із шару Si/S в глибині наднової типу ІІ.
На відміну від ДСЗ SiC, значна частка компоненту благородного газу, Ne-E, в графіті походить із розпаду 22Na (T1/2 = 2,6 років), що найімовірніше утворюється в O/Ne зонах наднових, оскільки одиничні зерна мають низькі співвідношення 4He/22Ne.
Ізотопний вміст LD зерен свідчить, що вони походять із наднових типу ІІ, тоді як більшість HD зерен — із зір АВГ з низькою металічністю, що в цілому узгоджується з морфологічними дослідженнями та Раман-аналізом. Разом з тим, ізотопні складові Ca та Ti деяких HD зерен із Orgueil узгоджуються з їх походженням із «вдруге народжених» зір АВГ. І лише мала частка ДСЗ графіту походить із нових зір.

### Оксиди
На відміну від виявлених тисячей досонячних зерен графіту та SiC, в метеоритах було виявлено лише кілька сотень ДСЗ оксидів. Найбільш поширеними є такі типи досонячних оксидів, як корунд (Al2O3) та шпінель (MgAl2O4), дещо менш поширеними є гібоніт (Al12O19), хроміт, оксид титану (IV) (TiO2), хромпікотит ( Mg (Cr, Al)2O4) та магнетит.
Складність локалізації досонячних оксидів пов’язана з великою кількістю в залишках метеоритів ізотопно нормальних оксидів, що походять із Сонячної системи. Відмінною рисою ДСЗ оксидів є те, що ізотопні співвідношення оксигену в них охоплюють кілька порядків величини, на відміну від ~10% діапазону в ізотопних співвідношеннях О для матеріалів, утворених в Сонячній системі.  Не будучи носіями складових благородних газів, ДСЗ оксидів були ідентифіковані через ізотопне вимірювання іонним мікрозондом О в одиничних зернах із кислотних залишків, вільних від силікатів. Ізотопний аналіз виявив, що більшість зерен оксидів, виявлених в метеоритах, походять із Сонячної системи, і лише мала їх частка має досонячне походження.
Поширеність ДСЗ оксидів сильно варіюється в різних метеоритах. Найбільша поширеність оксидів була виявлена в найпримітивніших метеоритах: в незгрупованому вуглецевому хондриті Acfer 094 їх поширеність становила ~55 ppm ; в хондриті NWA852 CR3 – ~39 ppm; в хондриті ALHA 77037 – ~20 ppm. Тоді як, наприклад, в метеориті Murray CM2 поширеність оксидів вже значно менша: для шпінель – ~1,2 ppm, для корунду – ~0,15.
Вважається, що більшість ДСЗ оксидів походить із червоних гігантів, і лише незначна частка із наднових.

#### Групи зерен оксидів
ДСЗ оксидів поділяються на 4 групи відповідно до їх ізотопних співвідношень оксигену :
Група I. Зерна із співвідношенням 17O/16O > сонячного (3,82 × 10-4) і 0,001 <18O/16O < сонячного (2,01 × 10-3); мають ізотопні співвідношення О подібні до тих, які спостерігаються в ЧГ та АВГ, що вказує на їх походження з цих зір. Такі складові оксидів групи I скоріш за все обумовлені згорянням гідрогену в ядрі зір з низькою чи проміжною металічністю, після чого слідувало змішання речовини з ядра зорі в оболонці протягом першого зачерпування. Коливання в співвідношеннях 17O/16O пов’язані з різницею мас батьківських зір, тоді як коливання в співвідношеннях18O/16O скоріш за все обумовлені внеском до Сонячної системи зерен із зір з різною металічністю.
Група II.  Екзотичні зерна оксидів, збагачені 17O та сильно збіднені 18O (18O/16O < 0,001 ). Крім того, виведене із надлишків Mg первинне співвідношення  радіоактивного 26O/27O в оксидах Групи II досягало 0,1 – майже на порядок величини більше, аніж для зерен Групи I. Такі складові є ознаками сильного згоряння гідрогену, що активує захоплення протонів на ізотопах О та на 26Mg (реакція 25Mg(p,γ) 26Al), результатом чого є руйнація 18O.  Причина таких низьких співвідношень 18O/16O у порівнянні із сонячними довгий час залишалась незрозумілою і тільки нещодавно було встановлено найімовірніше походження цих зерен (Див. нижче).
Група III. Зерна, збіднені як 17O,  так і 18O. Оскільки моделі хімічної еволюції галактики передбачають зростання співвідношень залежно із металічністю зір, то оксиди Групи III скоріш за все походять із маломасивних зір АВГ з металічністю, меншою від сонячної.
Група IV. Оксиди, які мають надлишок як 17O,  так 18O. Якщо ці зерна походять із зір АВГ, то або із маломасивних зір, де 18O генерований через згоряння 14N в зоні горіння гелію, був перемішаний в оболонці через третє зачерпування, або із зір з високою металічністю. У випадку ж, якщо багатий на 18O матеріал із зони He/C наднової може бути змішаний з матеріалом із зон, збагачених оксигеном, тоді ДСЗ оксидів з найбільшим надлишком 18O можуть походити з наднових.
Наразі виявлено лише два ДСЗ оксидів з типовими ізотопними ознаками, характерними для конденсатів із наднової – великий надлишок 16O. Одним таким зерном із наднової є корунд, іншим – шпінель, в якому були виявлені свідчення первинного існування 44Ti.  Два інші зерна корунду, з високими співвідношеннями 17O /16O та низькими 18O/16O, не підходять під жодну з чотирьох груп зерен оксидів. Ці зерна скоріш за все походять із зір з M>5 Mʘ, що зазнали процесу «згоряння гарячого низу» (НВВ; див нижче) .
Крім того, було виявлено декілька ДСЗ оксидів з високими співвідношеннями 17O /16O, які скоріш за все походять з нових зір .

#### Проблема носія54Cr
Хром має чотири стабільні ізотопи 50Cr, 52Cr, 53Cr та 54Cr. Співвідношення 54Cr/52Cr  в усіх земних каменях однорідні, а їх коливання у відносній поширеності обумовлені геохімічними процесами . Однак в різних примітивних метеоритах з 1980-х рр. були виявлені значні коливання співвідношень 54Cr/52Cr  на макроскопічному рівні. Висувались припущення, що ці неоднорідності в метеоритах обумовлені різними величинами частинок-носіїв 54Cr. Також припускалось, що притаманні метеоритам аномальні збагачення/збіднення в поширеності 54Cr відносно 52Cr повинні були постати в результаті нуклеосинтезу в зорях, що існували до появи Сонця, і були включені в досонячні зерна, які пережили руйнівні процеси протосонячної туманності. Однак з 1992 р. дослідникам не вдавалось виявити та ізолювати носія цієї ізотопної аномалії, що свідчило про його надто малі розміри та руйнування в стандартних процедурах ізоляції ДСЗ .
Через ~20 років пошуку носія ізотопно аномального 54Cr, двом групам дослідників врешті вдалось виявити метеоритний мінерал з високим співвідношенням 54Cr/52Cr  та встановити його досонячне походження . Зразки хондритів Orgueil та Murchison були піддані складній і довготривалій процедурі: в перші дні розбиття зразків на частини через багаторазове заморожування та розморожування, потім обробка частин оцтовою кислотою, вилуговування в нітратній кислоті, згодом в гідроксиді натрію, ополіскування водою, вилучення великих колоїдних фракцій, флокуляція через закислення нітратною кислотою із паралельним відокремленням магнітних та об’ємних нерозчинних залишків. Аналіз отриманих зразків на ізотопи хрому з допомогою TIMS виявив в усіх фракціях збагачення в співвідношенні 54Cr/52Cr   у порівнянні із земним.
Використовуючи NanoSIMS з оксигенним пучком розміром 600 нм для ідентифікації носіїв з великими збагаченнями  54Cr, в кислотних залишках Orgueil вперше вдалось виявити наночастинку (<100 нм) з великим   співвідношенням 54Cr/52Cr (в >3,6 разів) у порівнянні із сонячним вмістом. Найбільша аномалія 54Cr була притаманна найменшим фракціям зерен. Однак через перекриття оксигенних пучків передбачалось, що отримане значення ізотопного співвідношення 54Cr/52Cr є нижньою межею, а реальне співвідношення має бути щонайменше в 11 – 50 разів більшим від сонячного. Це передбачення згодом було підтверджене на основі вимірювання ізотопів Cr як вторинних іонів CrO– завдяки вищій роздільній здатності  NanoSIMS пучка Cs+, яке показало, що співвідношення 54Cr/52Cr в 36 разів більші (𝛿54Cr≈37,000‰ ) від сонячних. Нещодавно ідентифіковані 19 досонячних зерен оксидів (50 – 300 нм в діаметрі) із Orgueil характеризувались ще більшим збагаченням 54Cr, із співвідношеннями 54Cr/52Cr від 1,2 до 57 разів більшими від сонячного. Середнє співвідношення 54Cr/52Cr  цих 19 досонячних наночастинок становило 0,17, що в ~6 разів більше сонячного, вказуючи на домінування зерен з найбільшим збагаченням 54Cr.
Дослідження з допомогою ТЕМ колоїдних залишків з високими співвідношеннями 54Cr/52Cr  виявило, що найбільш поширеними мінералами були шпінелі . Ідентифіковані шпінелі з високим 54Cr/52Cr знаходились в матриці, що містила також чисельні наношпінелі з нормальним (сонячним) ізотопним співвідношенням 54Cr/52C. На основі мінералогії та високої збагаченості 54Cr досонячних зерен наношпінелей  було висунуто припущення, що такий ізотопний аномальний вміст Cr повинен був бути результатом нуклеосинтезу s-процесу в надновій типу ІІ (ННІІ). Разом з цим, в досонячних нано-оксидах був також виявлений нормальний ізотопний вміст оксигену, що розходиться зі сценарієм їх формування в ННІІ.

### Нітрид силіцію
Нітроген формує з електропозитивними елементами твердотільні сполуки (нітриди), що є надзвичайно тугоплавкими, хімічно стійкими кристалічними матеріалами. Такі сполуки не зустрічаються в багатих киснем середовищах, де піддаються окисненню, але можуть утворитись в умовах відновлення у багатому вуглецем середовищі. Одним із стабільних нітридів є нітрид силіцію (Si3N4).
Досонячні зерна нітриду силіцію були виявлені в залишках метеоритів Murchison, Tieschitz (Н3), Indarch (EH4), Qingzhen (EH3). Ці зерна є дуже рідкісними, їх поширеність в метеоритах становить від ~2 до 10 ppb; поширеність у порівнянні з усіма зернами SiC лише ~0,05% . Більшість ДСЗ Si3N4 в енстатитових хондритах мають нормальний ізотопний вміст і скоріш за все конденсувались в сонячній туманності через ексолюцію із металічного Fe-Ni та шрейберзиту, а їх вуглецеві ізотопні аномалії скоріш за все походили із сусідніх малих зерен SiC .
ДСЗ нітриду силіцію мають схожі із зернами SIC X розмір (~1 мкм) та ізотопний склад C, N, Si та Al: високі надлишки 15N (14N /15N = в діапазоні від ~70 до 189) і 28Si (𝛿29Si/28Si = від -30 до -440; 𝛿30Si/28Si = від -40 до -445), та великі ізотопні співвідношення 26Al/27Al = 140 – 190. Тому, як і зерна Х, припускається, що більшість зерен Si3N4 скоріш за все походять з наднових, хоча надлишку 44Ca в них наразі не було виявлено.
Разом з тим, в залишках Indarch з допомогою NanoSIMS було виявлено 23 невеликих досонячних зерен Si3N4 з ізотопним вмістом, схожим до зерен SiC головної популяції. Однак більшість цих ізотопних аномалій скоріш за все походили із сусідніх зерен SiC, і лише одне зерно Si3N4 мало надлишки 13C та 14N, які свідчили про його ймовірне походження із багатих вуглецем зір АВГ.

### Силікати
Астрономічні спостереження показали, що основними оксидними фазами пилових оболонок довкола червоних гігантів є силікати (SiO, олівін і піроксени) . Однак перші спроби виявити досонячні зерна силікатів в примітивних метеоритах виявились невдалими. Причиною невдач було те, що силікати піддаються більшому руйнуванню хімічними процесами протягом їх перебування в метеориті та дуже важко ідентифікувати ДСЗ силікатів поміж значно більш поширених силікатів сонячного походження, які складають основу частину метеоритів. Крім того, силікати більше піддаються руйнуванню хімічною обробкою при підготовці метеоритних залишків і через малі розміри їх важче виявити, ніж ДСЗ SiC та графіту.
Тільки поява NanoSIMS уможливила аналіз величезної кількості субмікронних зерен на вміст ізотопів оксигену через растрове зображення. Завдяки цьому на початку 2000-х рр. вперше було виявлено шість досонячних силікатних зерен в частинках міжпланетного пилу (метеоритах діаметром <50-мкм), зібраних NASA в стратосфері. Поширеність силікатів в цих частинках була значно більшою (~5500 ppm), аніж в метеоритах (~200 ppm), що втім перевершує поширеність всіх інших ДСЗ в метеоритах, крім наноалмазів. Серед виявлених досонячних силікатів були присутні форстерит (Mg2SiO4) та  скло із вставленим металом і сульфідами (GEMS) .
Згодом досонячні силікати були виявлені в метеоритах Acfer 094, NWA (NorthWest Africa) 530, CR2 (тип Renazzo) ; незгрупованих вуглецевих хондритах Adelaide і Ningqiang; CR хондритах MET00426, QUE (Queen Elizabeth Range) 99177 і NWA852; CO хондритах ALHA 770307 (Allan Hills), LaPaz Icefield 031117 і Dominion Range 08006; та антарктичних мікрометеоритах. В цілому, виявлено понад 500 досонячних зерен силікатів, діаметр більшості яких становить менше 0,5 мкм.
Ізотопний аналіз виявив, що серед зерен силікатів більше зерен Групи IV із великими надлишками 18O та збідненими 17O,  ніж серед зерен оксидів.  Подібний ізотопний вміст оксигену (великі надлишки 16, 18O) є свідченням походження цих силікатів із наднової ІІ типу.
Визначення мінералогії досонячних силікатів ускладнюється їх малим розміром. Тільки використовуючи аналітичний TEM вдалось однозначно ідентифікувати мінеральну структуру зерен силікатів і виявити серед них як кристалічні, так і аморфні зерна. Зерна силікатів з кристалічною структурою найчастіше представлені олівін.
Крім того, завдяки координованому NanoSIMS/TEM аналізу досонячних силікатів в тонкій фракції хондриту Acfer 094 вперше вдалось виявити новий мінерал, до того не відомий серед ДСЗ – зерно метасилікат магнію (MgSiO3) із перовськітоподібною кристалічною структурою. Це зерно («Grain 1_07»), розміром ~500 нм, мало надзвичайно високий надлишок 17O (17O /16O = 4,91× 10-3, в 12 разів вищий від сонячної поширеності ) і 18O (0,4 разів вищий сонячного )  зерна Grain 1_07 міг свідчити про їх походження із зір АВГ чи нової. Однак аналіз ТЕМ виявив перовськітоподібну кристалічну структуру  високого тиску, конденсація якої в зоряних середовищах з низьким тиском не передбачається рівноважною термодинамікою.  Одним з найбільш можливих сценаріїв походження досонячного зерна Grain 1_07 могло бути його формування в результаті трансформації силікатного попередника,  зумовленої ударною хвилею із батьківської зорі зерна чи в МЗС. Тож, ударні хвилі можуть слугувати як окремий механізм рекристалізації силікатів чи перетворювати їх в структури високого тиску.
Досонячні зерна GEMS були виявлені в частинках міжпланетного пилу та незгрупованому хондриті Acfer094 (з кристалічними мінералами заліза) . На основі нового аналізу ізотопного вмісту оксигену в GEMS припускається, що лише 1-6% з них є досонячними зернами. Тоді як притаманний 94-99% частинкам GEMS ізотопно нормальний вміст О, подібний до земних матеріалів та вуглецевих хондритів, свідчить про їх формування в сонячній системі чи повну гомогенізацію в МЗС. Хоча в більш ранніх дослідженнях GEMS висувалось припущення, що такі частинки є залишками ізотопно та хімічно гомонізованих міжзоряних аморфних силікатів.

### Наноалмази
Найбільш поширеними тугоплавкими вуглецевими досонячними зернами в хондритах є алмази нанометрового розміру (~1400 ppm). Вперше наноалмази були виділені з хондритів шляхом руйнівного хімічного розчинення метеоритної речовини. Однак через їх надзвичайно малі розміри (~2,58 нм - ~2,84 нм) дуже складно виміряти ізотопне співвідношення в одиничних ДСЗ наноалмазів та однозначно встановити джерело їх походження. За допомогою NanoSIMS можна аналізувати ізотопний склад зерен розміром щонайменше ~0,1 мкм, що на кілька порядків більше, аніж наноалмази. 
Наноалмази складають ~0,14% маси вуглецевого метеориту, що становить ~3% всього C в таких метеоритах. Із цього випливає, що на грам карбону припадає понад 1019-20 наноалмазів, що у випадку такої ж поширеності в міжзоряному просторі, робить їх однією з найпоширеніших міжзоряних речовин.
Усі об’ємні ізотопні вмісти 13C/12C різних популяцій наноалмазів, - отримані з мінімального δ13C, виміряного протягом вивільнення C в процесі ступеневого згоряння залишків кислотного розчинення звичайних, вуглецевих та енстатитових хондритів. , - є дуже близькими до сонячних середніх значень: δ13С= від -32,5‰ до -38,8‰ (13C/12C = від 1/92.0 до 1/92.6, де сонячне 13C/12C = 1/89) . Попри те, що середній ізотопний склад карбону в наноалмазах є близьким до сонячного, існує достатньо ізотопних свідчень, які вказують на досонячне походження принаймні деяких метеоритних наноалмазів. Так, хоча наноалмазам з хондритів притаманні різні ізотопні аномалії в H, N, Sr,  Te, Ba,  Xe, Pd, лише аномальні Te та Xe-HL, що пов’язані з надновими, свідчать про можливе досонячне походження деяких з наноалмазів.
Наразі не існує приладів, котрі б дозволили виміряти ізотопний склад окремих наноалмазів. Але навіть якби такі прилади існували, єдиним елементом, чий ізотопний склад можна надійно виміряти в наноалмазах, є основний елемент – карбон. Середній наноалмаз із хондритів містить кілька тисяч C атомів (між 1,0× 103 - 7,5×103), і лише до 100 атомів N, при тому, що N є другим за поширеністю включеним елементом (1800 – 13,000 ppm за масою), наступним після якого за поширеністю є зв’язаний на поверхні алмазу Гідроген (Н, 10-40 атомних %).
Крім того, неможливо виміряти ізотопні складові включених благородних газів в одиничних наноалмазах, оскільки на десятки наноалмазів середніх розмірів припадає один атом благородного газу. Ще складніше виміряти в окремих наноалмазах ізотопні аномалії Xe та Te, бо на мільйони наноалмазів середнього розміру припадає лише один включений атом Xe або Te. Відтак, усі ізотопні вимірювання метеоритних наноалмазів пов’язані з елементами й газами, видобуто з мільярдів окремих наноалмазів.
Походження метеоритних наноалмазів залишається невизначеним через їх надто малі розміри. Для пояснення їх виникнення було висунуто кілька протилежних гіпотез. На основі виявленого в наноалмазах ізотопних аномалій Xe (Xe-HL) було висунуто припущення про наднові, як можливе джерело їх походження. Однак висока поширеність наноалмазів у хондритах вказувала на, те що вони утворюються з рясного джерела пилу, що не узгоджується зі сценарієм наднової, які хоч і роблять головний внесок газової речовини до міжзоряного простору, але не є головним джерелом конденсованої речовини. Відтак, була висунута гіпотеза, що головним джерелом мають бути зорі АВГ чи навіть зоряні туманності. Враховуючи, що об’ємний ізотопний склад метеоритних наноалмазів наближається до сонячного, найбільш вірогідним джерелом більшості з них може бути саме протосонячна туманність.  Хоча як саме алмази, відновлена вуглецева фаза, могли утворитись в окисненій сонячній туманності, залишається незрозумілим.
Первинно виміряне в метеоритних алмазах співвідношення ізотопів азоту 15N/14N, що було на ~35% меншим від такого в земній атмосфері (15N/14N =272) і могло свідчити про досонячне походження, пізніше було виявлене в атмосфері Юпітера (15N/14N = 441). Відтак, ізотопні співвідношення двох найбільш поширених елементів, C і N, вказують на походження метеоритних наноалмазів у сонячній системі, відкидаючи їх досонячне утворення в наднових. Крім того аналіз алмазів у міжпланетних пилових частинках свідчить про їх конденсацію в сонячному акреційному диску. А наявність алмазів у найрізноманітніших геофізичних зразках ще більше ускладнює встановлення походження метеоритних наноалмазів.
Попри ці свідчення поширеності наноалмазів у сонячній системі, протягом останнього десятиліття було отримано низку переконливих даних на користь того, що принаймні частина метеоритних алмазів все ж має досонячне походження Так, для пояснення того, як наноалмази могли сформуватись у наднових було запропоновано кілька механізмів: через ударний метаморфізм зерен графіту чи аморфного карбону в міжзоряному середовищі, спричинений високошвидкісними зіткненнями ударних хвиль наднової; перетворення вуглецевих зерен внаслідок опромінення енергетичними іонами; через відпалювання частинок графіту сильним ультрафіолетовим випромінюванням; через конденсацію при низькому тиску, - як в хімічному осадженні з парової фази, - в газову викиді наднової.
Здійснивши перший детальний аналіз розмірів та мікроструктури наноалмазів із метеоритів Murchison і Allende та порівнявши їх з алмазами, синтезованими через хімічне осадження з парової фази (ХОПФ) та ударний метаморфізм, дослідники дійшли до висновку про утворення цих наноалмазів саме шляхом конденсації в процесі, подібному до ХОПФ, а не через ударний метаморфізм. Це відкриття узгоджується з висунутим ще наприкінці 1960-х рр. припущенням про можливість існування алмазів в міжзоряному середовищі: різниця енергій між алмазом та графітом настільки мала, що конденсація з гарячого газу, який охолоджується, мала призвести до утворення метастабільних алмазів. На основі отриманих ізотопних співвідношень N і C в основній масі метеоритних наноалмазів та необхідності гідрогену для ХОПФ-циклу, в середині 1990-х рр. було висунуте припущення, що алмази формуються на перехідних ділянках між гідрогенною та гелієвою оболонками наднових. Однак це припущення важко підтвердити через складність вимірювання ізотопного співвідношення C в одиничному наноалмазі, який містить ~10 чи більше 13C атомів. Тоді як у скупченні наноалмазів  ізотопне співвідношення перебуває в межах такого ж для речовин Сонячної системи, вказуючи на те, що не всі знайдені в хондритах алмази походять із наднових.
Окрім того, використовуючи диференціальне центрифугування в кислотних залишках вуглецевих хондритів Boriskino (CM2) та Orgueil (CI) вдалось ізолювати частку трохи більших наноалмазів (~5 нм). Цей зразок наноалмазів (~1% всіх наноалмазів), при температурі горіння алмазів (400-600 °C), вивільняв важкий карбон (δ13C = 116 – 200‰), легкий нітроген (δ15N ~ -350‰ – значно нижче нормальних наноалмазів), ксенон (Xe-s) та 22Ne (Ne-E) s-процесу. Такий вміст цього зразка наноалмазів є однозначною ізотопною ознакою їх походження із зір АВГ.

## Походження досонячного зоряного пилу
Оскільки батьківська зоря ДСЗ вже давно мертва, то для ідентифікації типу зоряного джерела для даного зерна чи класу ізотопно схожих зерен необхідним є порівняння виміряного ізотопного складу з астрономічними спостереженнями і передбаченнями моделей зоряної еволюції та нуклеосинтезу. Аналіз ДСЗ та знаходження їх джерела потребує ітеративного підходу: після ідентифікації зоряного джерела даного ДСЗ на основі одного чи більше співвідношень ізотопів, ці дані можуть бути застосовані для уточнення моделей та кращого розуміння процесів, що відбуваються в даному типі зір. Походження ж деяких типів ДСЗ (напр., ~5% зерен SiC із співвідношенням 12C/13C < 10) досі залишається невідомим, більшою мірою через відсутність теоретичного розуміння їх потенційного джерела.
Перш ніж досонячне зерно потрапило до сонячного акреційного диску, воно досить довгий час перебувало в міжзоряному середовищі. Попри це, окреме ДСЗ складається з атомів лише однієї (батьківської) зорі. Про це свідчить те, що більша частина ДСЗ — це високотемпературні кристали з добре впорядкованими кристалічними структурами, утворення яких неможливе шляхом низькотемпературної акреції в міжзоряному середовищі, але цілком узгоджується з моделями конденсації в газах, що охолоджуються.
Незвичні ізотопні співвідношення в окремих ДЗС однозначно свідчать про те, що вони конденсувались із газу, що мав подібний ізотопний склад. Так, досонячні зерна SiC були сформовані з атомів вуглецю з ізотопним співвідношенням  12C/13C від 3 до 5000, тоді як у протосонячній туманності з її високими температурами це співвідношення швидко б змістилося до міжзоряних показників, 12C/13C = 89 у випадку сонячного акреційного диску. Аналогічним чином, ізотопні співвідношення О в досонячних зернах оксиду Al2O3 коливаються на чотири порядки величини, що було б неможливим у разі їх формування в змішаному міжзоряному середовищі. Ще важливішим свідченням на користь конденсації ДСЗ із газу, що витікає із зір, є виявлені в зернах SiC та графіту ізольовані, майже чисті складові s-процесу.

### Формування та шлях досонячних зерен пилу
Усі досонячні зерна зоряного пилу є тугоплавкими, тобто при високих температурах (1300 – 2000 К) вони можуть конденсуватись прямо з газової фази. ДСЗ конденсувались у розріджених навколозоряних оболонках масивних зір і були викинуті в міжзоряне середовище на останніх стадіях їх зоряної еволюції. Із розширенням навколозоряних оболонок адіабатичне охолодження призвело до швидкого падіння температури й на деякій відстані від зорі температура стала достатньо низькою (<2000 K) для конденсації з викинутої зоряної речовини твердих зерен пилу.
На початку 1960-х рр. на основі теоретичних обчислень було висунуто припущення про конденсацію пилу карбону (графіту) чи силікату в багатих вуглецем чи киснем холодних зорях і що цей пил потім віддаляється від зір через тиск електромагнітного випромінювання. Також висувалось припущення про конденсацію інших твердих фаз, як SiC у вуглецевих зорях та заліза з іншими твердотільними елементами у викидах наднових, що охолоджувались із віддаленням від зорі. І вже наприкінці 1960-х рр. інфрачервоні спостереження масивних холодних зір вперше виявили, що багато з них справді оточені товстими шарами пилу, який робить навколозоряні оболонки непрозорими, тому світло, що випромінює зоря, поглинається й перевипромінюється в інфрачервоному діапазоні. Тоді ж було визначено, що цей пил представлений вуглецевим пилом, подібним до сажі (у випадку багатої карбоном зорі) чи силікатним пилом, як олівін і піроксени (у випадку багатої оксигеном зорі). Згодом епізоди формування пилу були виявлені в різних зоряних джерелах: зорях АВГ та пост-АВГ; класичних та повторних нових ; зорях Вольфа—Райє  та навіть найближчій надновій, SN 1987A .
Притаманне зоряним витіканням швидке падіння температури та густини призводить до рекомбінації плазми (сильно іонізований газ), уможливлюючи формування спочатку простих, а зрештою — і складних багатоатомних молекул. Саме формування навколозоряних зерен пилу є складним процесом, що визначається локальними термодинамічними та хімічними умовами і потребує відносно низької температури (нижче 1500-2000 К) та густини частинок вище log n ≥ 108/см3 . Однак поблизу фотосфер масивних зір температура надто висока (до 10 000 К у хромосферах червоних гігантів) унеможливлює формування зерен. Вже поза хромосферою температура монотонно спадає з радіальною відстанню.
Внутрішня межа оболонки пилу визначаються відстанню r1, на якій температура спадає нижче температури конденсації TC домінуючого газового компоненту. Наприклад, для зорі з радіусом R*, утворюючим зерна з TC  = 1000 К, то r1 ≈ R*. Зовнішня межа пилової оболонки визначається відстанню r2, на якій густина та температура навоколозоряної речовини наближається до середніх температур і густини міжзоряної речовини, що зазвичай становить 104-105R*. Відповідно, густина частинок n газу в зоряному вітрі спадає внаслідок розрідження з радіальною відстанню r від зорі, так що n ∝ r−p, де p = 2 для однорідного розширення зі сталою швидкістю. Тож, конденсація зерен пилу має бути найшвидшою в зоні, що розташована одразу за внутрішнім радіусом r1, де типова густина становить n ~ 1019/m3 – це на багато порядків більше від густини, характерної для міжзоряних хмар.
У цілому, процес конденсації зерен може бути описаний через двох-етапний процес: а) нуклеація зерна та б) його зростання до макроскопічних розмірів. На першому етапі відбувається поєднання кількох молекул у невеликі групи (кластери), які в результаті додаткових хімічних реакцій ростуть і досягають критичного розміру. Проміжок часу для нуклеації має бути коротшим, аніж період часу, протягом якого зберігаються сприятливі умови для формування зерен в зоряних витіканнях. Ця умова істотно обмежує місця, де формуються зерна пилу, зводячи їх до вітрів із зір АВГ і відгалуження червоних гігантів, та до охолоджених викидів із нових та наднових.
Щоб здолати відносно нестабільні проміжні стадії та досягнути твердих чи рідинних фаз, для процесу нуклеації потрібний певний ступінь пересичення газу. Так, для рівня пересичення в конденсатах графіту (надлишок парціального тиску карбону порівняно з загальним тиском газу) було отримане значення ≥ 3 × 10-7 дина/см2. Відповідно з класичною теорією нуклеації, що первинно була сформульована для опису конденсації рідинних краплин в атмосфері Землі, протягом газової фази росту зерна мала існувати хімічна та термальна рівновага з розширенням газу далі від зорі. Тоді конденсація деяких видів зерен Х відбуватиметься, коли їх парціальний тиск в газові перевершує тиск насиченої пари Х в конденсованій фазі, і буде найбільш ефективною за температури значно нижче номінальної температури конденсації. Індивідуальна одиниця виду Х в газовій фазі (атом чи молекула) називається мономер. Випадкові зіткнення мономерів призводить до формування їх кластерів. Для рівноважних умов, густина кластерів, що містять i мономерів становить  
{\displaystyle n_{i}=n_{1}exp(-\Delta E_{i}/kT)}
де n1 – густина окремих мономерів, а ∆Ei – термодинамічна енергія, що вивільняється під час утворення кластеру. Для малих кластерів, ∆Ei зростає із i, і тому спадає ni. Однак, вище деякого критичного розміру додавання додаткових мономерів є енергетично сприятливим, оскільки кластери стають стабільними і швидше ростуть до певного максимального розміру, що обмежується доступністю мономерів.
Відтак, молекули зерен різних видів під час конденсації з газу, що зазнає охолодження, мають хаотично комбінуватись в малі, відносно нестабільні кластери, які після приєднання молекул досягають першої термодинамічної конфігурації – «критичного кластеру».  При типових температурах нуклеації в більшості місць космосу, для критичних кластерів потрібно близько Nc~ 5 - 20 мономерів, тому вони дуже малі. Самі критичні кластери діють як поріг стабільності, оскільки ті кластери, які є меншими від критичного кластеру, є нестабільними і скоріш за все випаруються. Тоді як кластери із  N ≥ Nc  мономерами будуть термально стабільними і скоріш за все еволюціонують в однорідні чи різнорідні макроскопічні зерна.
Для різних типів зерен пилу характерні відмінні умови конденсації. Так, гази тугоплавких речовин конденсуються на інших рівнях пересичення, аніж леткі речовини. Крім того, молекули, чия енергія зв’язку більша, аніж відповідна енергія реакції, потрібна для формування кластерів, як CO чи N2, є інертними і тому не конденсуються. Особливість СО полягає в тому, що тоді як для більшості гетероядерних двоатомних молекул притаманні енергії розриву зв’язків ~3-5 еВ, то СО має енергію зв’язку 11,2 еВ і для її розриву потрібні високоенергетичні фотони. Тож, за відсутності інтенсивних, високоенергетичних полів випромінювань, наслідком конденсації в багатій на O плазмі (де O > C) буде кластеризація майже всіх С атомів у формі дуже стабільних молекул СО. Як наслідок, багаті на C зерна (наноалмази, графіти, SiC) в таких умовах не можуть утворитись. З іншого боку, в багатому на С середовищі (де С > О), весь О витрачається на формування молекул СО, унеможливлюючи формування окислених конденсатів.   Тому при C/O > 1 конденсуються графіт та вуглецеві сполуки (карбіди). Оскільки в Сонячній системі С/О ≃ 0,4, то мінерали, які містять карбон, не могли конденсуватись у протосонячній туманності. Це свідчить про те, що майже всі вуглецеві типи метеоритних зерен мають досонячне походження.
Кластери, що задовольняють умові  N ≥ Nc  в пересичених плазмах еволюціонують в макроскопічні зерна через поєднання, поверхню росту та коагуляцію більших кластерів. Залежно від локальної хімії та термодинамічних умов, може утворитися велика кількість конфігурацій зерен, як монокристали чи полікристали, аморфні зерна чи багатошарові структури.
Зерна зоряного пилу також можуть бути зруйновані різними хімічними та фізичними процесами, включаючи випаровування внаслідок радіаційного нагрівання, іонне розпилення, руйнування через зіткнення зерен між собою, чи фотодесорбції . Зерна також можуть бути зруйновані ударними хвилями наднових. Крім того, ДСЗ найімовірніше взаємодіяли в міжзоряному середовищі з галактичними космічними променями, наслідком чого були реакції розщеплення ядра – відокремлення нуклонів чи малих ядер від великих ядер в результаті впливу енергетичних частинок, які могли модифікувати склад зерен. Припускається, що в міжзоряному середовищі зерна можуть вижити не більше ~0,1 – ~1 мільярд років.
Навколозоряний пил викидається в міжзоряне середовище зоряними вітрами та спалахами нових і наднових. Такий космічний пил складає ~1% маси міжзоряного середовища й спричиняє міжзоряне поглинання. Із формуванням Сонця в молекулярній хмарі, деякі зерна зоряного пилу, що були наявні в протосонячній туманності, були захоплені в астероїди. Зіткнення малих каменів з астероїдом призводить до відщіплення від нього фрагментів, які досягають Землі і падають на її поверхню, як метеорити, що містять досонячні зерна зоряного пилу.

### ДСЗ із наднових
Розроблені на початку 1970-х комп'ютерні моделі масивних наднових генерували утворення в них масивних оболонок з елементів проміжних мас, що спонукало астрофізиків припустити конденсацію великої кількості силікатного пилу в наднових і розглядати наднові, як головне джерело важких елементів у міжзоряному середовищі. На основі цих припущень Дональд Клейтон в серії досліджень дійшов до висновку, що зерна утворені в результаті конденсації в оболонках наднових матимуть значні відхилення ізотопного складу від речовини Сонячної системи.
Попри те, що у викидах наднових спостерігається конденсація пилу, астрономічні спостереження дають обмежену інформацію про склад та фізичні характеристики пилу. Тому вивчення ізотопних, мінералогічних та хімічних властивостей зерен пилу з наднових у лабораторіях слугує альтернативним та більш детальним джерелом інформації як про формування досонячних зерен у викидах наднових, так і про будову та еволюцію їх батьківської зорі.
У примітивних метеоритах було ідентифіковано п’ять різних досонячних мінералів, що походять із наднових: алмаз, SiC X, графіт з найнижчою густиною, Si3N4 і невелика кількість досонячних зерен Al2O3. 
Ізотопний склад зерен SiC X, графіту та Si3N4 найкраще узгоджуються з моделями наднової типу ІІ (ННІІ). Для цих зерен притаманний ізотопний склад різних зон  ННІІ. Так, виявлені в цих зернах надлишки 28Si та високі співвідношення 44Ti/28Ti характерні для глибинних шарів ННІІ. Тоді як низькі співвідношення 14N/15N  притаманні зонам ННІІ, де відбуваються ядерні реакції горіння гелію, а високе співвідношення  26Al/27Al можливе тільки в верхніх шарах ННІІ, де відбувається горіння гідрогену. Ці відкриття припускають значне та вибіркове змішування речовин з різних шарів ННІІ зорі.
Хоча наднові й були встановлені, як джерело деяких ДСЗ, їх ізотопний склад не повністю збігається з передбаченнями існуючих теоретичних моделей  та спостереженнями викидів наднових. Саме тому для узгодження з ізотопним складом потрібне вибіркове мікроскопічне змішування речовини, викинутою з різних шарів наднових. Крім того, нові теоретичні дослідження викидів із наднових з використанням 3D гідродинамічних моделей вказують на більш інтенсивне змішування між шарами.

#### Зерна SiC X із наднових
На основі вимірювання надлишку 28Si (що утворюється лише в глибинних внутрішніх шарах масивних зір), було встановлено, що тільки ~1%  досонячних SiC зерен (а саме, тип SiC X) походить із наднових. У ньому вище від сонячного співвідношення 12C/13C в діапазоні 40-10 000. Притаманні X зернам високе співвідношення ізотопів 12C/13C та низьке співвідношення 14N/15N є свідченням вигорання гелію в наднових типу ІІ. Тоді як високе співвідношення 26Al/27Al досягаються в зоні He/N внаслідок вигоряння гідрогену.
Ключовим свідченням походження зерен SiC X із наднових є наявність у деяких із них великого надлишку 44Ca, як відносно 40Ca так і до земного ізотопного співвідношення. Подібний моноізотопний ефект вказує на радіоактивний розпад, у даному випадку — розпад ізотопу титану 44Ti, з коротким періодом напіврозпаду (T1/2 = 60 років). Ізотоп 44Ti синтезується лише у наднових і коли SiC X зерна формувались, він ще не розпався, що однозначно вказує на те, що їх джерелом була наднова.
Виведене первинне співвідношення 44Ti/48Ti в зернах SiC X коливається в діапазоні від ~102 до ~0,6, що корелює з ізотопом 28Si: зерна з найбільшим співвідношенням 44Ti/48Ti також містили найбільше 28Si. Подібна кореляція узгоджується із зернами X, що містять речовину з найглибших шарів наднових типу ІІ, багатих на Si та Ni, в яких протягом «розморожування» багатого на альфа-частинки (утворених внаслідок розпаду ядер при високотемпературному нагріванні після проходження ударної хвилі через багату на ізотопно чистий 28Si оболонку колапсуючої масивної зорі) синтезується 44Ti .
Подібно до надлишку 44Ca, притаманний багатьом зернам SiC X надлишок ізотопу 49Ti є свідченням in situ розпаду радіоактивного 49V. Перші дослідження V-Ti ізотопів в зернах Х виявили позитивну кореляцію між їх значеннями 𝛿49Ti/48Ti та 𝛿51V/48Ti, що з урахуванням періоду напіврозпаду 49V (T1/2 = 330 днів) припускало конденсацію зерен Х протягом кількох місяців після вибуху наднової. Однак подібне раннє формування зерен Х розходилось з модельними передбаченнями пізнього формування карбіду силіцію в наднових типу ІІ. А наступні дослідження не підтвердили кореляцію V-Ti, ставлячи під сумнів раннє формування Х зерен в наднових. 49V формується у внутрішній зоні Si/S, що містить ізотопно чистий 28Si, однак відсутність V-Ti кореляції припускає два сценарії утворення надлишку 49Ti в зернах Х: або ці зерна сформувались після розпаду більшості 49V, або існують джерела 49V (відмінні від розпаду 49Ti). Іншим джерелом 49Ti в Х зернах може бути зовнішня, багата на карбон зона He/C, в якій надлишок 49Ti є результатом реакції захоплення нейтронів .
У новому досліджені 16 великих зерен SiC Х із метеориту Murchison CM2 з використанням іонного мікрозонду NanoSIMS 50L не було знайдено кореляції між 51V/48Ti та 𝛿49Ti. Натомість була виявлена негативна кореляція між 𝛿49Ti та 𝛿30Si, що пов'язує внесок зони Si/S, високозбагаченої чистим 28Si, із надлишком 49Ti в зернах. Відповідно, позитивна кореляція між надлишками 49Ti та 28Si припускає, що Х зерна утворились вже після того, як більшість 49V, генерованих в зоні Si/S, розпалась до 49Ti. Отримані дані свідчать про пізню (у порівнянні з періодом напіврозпаду 49V) конденсацію зерен Х із багатих вуглецем викидів наднової ІІ типу, – щонайменше через два роки після вибуху батьківської зорі.
Результати ізотопного аналізу досонячних зерен SiC X узгоджуються з новими астрономічними спостереженнями неперервного формування пилу в наднових типу ІІ протягом майже десяти років після вибуху. Хоча на основі оптичного та ближнього інфрачервоного спектрів для кількох наднових було висунуте припущення, що карбід силіцію порівняно із вуглецевими зернами є незначною складовою пилу, нещодавні моделі конденсації пилу наднових все ж передбачають затримане формування SiC в надновій ІІ.  Тож, отримані на основі ізотопного вмісту деяких SiC Х зерен дані про їх конденсацію через ~2 роки після вибуху наднової експериментально підтвердили модельні передбачення.

##### Змішання у викидах наднових
Характерний для зерен SiC X ізотопний склад в масивних зорях трапляється в різних зонах, що проходять різні стадії ядерного горіння перед вибухом наднової. Тож, ізотопний склад зерен X вказує на глибоке та неоднорідне змішування речовини з різних шарів зорі у викидах наднових.
Для ізотопного складу титану та силіцію в зернах SiC X потрібен внесок із шарів, багатих на Ni, Si/S та O/Si, в яких відбувається горіння силіцію, неону та оксигену. Тоді як завдяки внеску із зон He/C та He/N, в яких відбувається вигорання гідрогену та неповне вигорання гелію, досягається C>O, що уможливлює конденсацію зерен SiC . Разом з тим, додавання речовини з проміжних, багатих киснем шарів має бути істотно обмеженим.
На користь значних макроскопічних змішувань у викидах наднових свідчать як численні астрономічні спостереження, так і гідродинамічні моделі вибухів наднової, які передбачають започатковане РТ-нестійкостями широке змішування у викидах. Однак наразі немає даних на користь мікроскопічних змішувань і чи дозволяють подібні РТ-нестабільності змішання речовини з віддалених шарів, одночасно придушуючи внесок із проміжних, багатих киснем шарів. На можливість мікроскопічних змішувань вказують тривимірні моделі наднових, в яких було показано проникнення речовини з внутрішніх шарів у зовнішні, реалізуючи через РТ-нестабільності змішування внутрішніх шарів із багатими вуглецем зовнішніми.

##### Розбіжність у співвідношенні ізотопів Si та N
Моделі змішування шарів наднових типу ІІ в змозі якісно відтворити ізотопні ознаки зерен SiC X, однак не в змозі кількісно пояснити аномальні співвідношення ізотопів (великі надлишки 15N та надлишки 29Si, які перевершують 30Si), виявлені в більшості X зерен. Співвідношення ізотопів Si є однією з давніх проблем в астрофізиці, оскільки передбачення з моделей наднових розходяться зі співвідношенням ізотопів 29Si/30Si на Сонці.
Серед виявлених SiC X зерен, лише декілька зерен (т.зв. X0 зерна) мають надлишки 29Si, більші від 30Si, тоді як більшість зерен X (т.зв. X1 зерна) розташовані вздовж однієї лінії на графіку трьох ізотопів Si, де 𝛿29Si/𝛿30Si має нахил ~0,65. Третій тип Х зерен, т.зв. Х2 зерна, розташовані нижче зерен типу Х1 на графіку трьох ізотопів . Для пояснення кореляційної лінії зерен Х1 необхідний ізотопний компонент силіцію із 29Si/28Si ~0,024 (сонячне співвідношення ~0,051) і без 30Si, однак моделі наднових не в змозі генерувати такий ізотопний склад. Моделі наднових передбачають нижчі від сонячних співвідношення 29Si/30Si для багатих на 28Si внутрішні зони наднових, тоді як такі співвідношення Х1 зерен вищі від сонячних. Відтак, моделі наднових типу ІІ не в змозі пояснити сонячне співвідношення 29Si/30Si, вказуючи на те, що реальні наднові можуть генерувати або ж більше 29Si, або ж менше 30Si, аніж передбачають ці моделі.
У моделях наднових типу ІІ ізотоп 15N утворюється в реакціях розсіяння нейтрино на 16O у внутрішніх шарах. Більшість зерен SiC X має великий надлишок 15N у поєднанні з великим співвідношенням ізотопів 26Al/27Al до 0,6 – свідчення вигорання гідрогену. Разом із тим, вигорання гідрогену має генерувати надлишок 14N, тоді як виміряні в більшості зерен Х співвідношення 14N/15N  коливаються в діапазоні від 10 до 250, що є меншим, аніж передбачають моделі змішування в наднових типу ІІ, особливо якщо для конденсації зерен SiC припускається, що C > O. Одним з вирішень цієї проблеми є послаблення обмеження C > O, що уможливлює формування зерен SiC X в зонах наднових, багатих на 16O і 15N . З іншого боку, у випадку неповноти моделі наднових ІІ, ізотопний склад зерен X може свідчити що, у наднових утворюється значно більше 15N, аніж передбачається моделями. Останнє припущення частково підтверджується спостереженнями надлишків ізотопів у позагалактичних системах.

##### Нуклеосинтез нейтронного спалаху в наднових
Характерною рисою досонячних зерен SiC Х є незвичний ізотопний склад молібдену. У зернах, що конденсуються у викидах наднових, ізотопний склад важких елементів мав б свідчити про їх формування в результаті r-процесу нуклеосинтезу. Однак вимірювання вмісту молібдену в зернах Х з використанням RIMS виявило великий надлишок 95Mo та 97Mo у порівнянні з 96Mo (утворюється винятково в s-процесі) та сонячним ізотопним складом. Тоді як r-нуклід 100Mo, значний надлишок якого передбачається класичним r-процесом у наднових типу ІІ, в Х зернах не було виявлено.
Для пояснення надлишку 95, 97Mo в зернах Х був запропонований нуклеосинтез «нейтронного спалаху» (lang-en|neutron burst), - подібний до того, що свого часу пропонувався для пояснення ізотопного складу важкого ксенону (Xe-H) в наноалмазах і міг свідчити про їх досонячне походження з наднових типу ІІ. Такий нейтронний спалах, що триває декілька секунд, полягає у швидкому вивільненні великого потоку нейтронів під час проходження ударної хвилі з ядра наднової через багату гелієм оболонку. Із нуклеосинтезом нейтронного спалаху в наднових також узгоджується ізотопний склад інших елементів Х зерен: як великі надлишки 58Fe, 88 Sr, 96Zr і 138Ba, так і збіднення 90Zr та 100Ru.
Подібний швидкий нейтронний спалах виникає в моделях вибуху наднової типу ІІ у кисневому шарі, нижче зони He/С і в змозі пояснити характерний для X зерен ізотопний склад Mo. Це є черговим підтвердженням походження зерен SiC X із наднових типу ІІ. Крім того, формування ізотопного складу Мо в результаті нуклеосинтезу нейтронного спалаху в зернах SiC Х свідчить, що вони могли утворитись у тій самій речовині наднової, в якій сформувався компонент наноалмазу, що містить Xe-H, підтверджуючи досонячне походження деяких наноалмазів.

#### Проблема походження зерен SiC C
Характерний для зерен С надлишок 44Ca, який вказує на початкову наявність у цих зернах радіоактивного 44Ti, свідчить про їх походження з наднових типу ІІ, де вони формувались шляхом включення речовини із шару Si/S та, можливо, шару N.
Ізотопний склад C та Si, як і співвідношення 26Al/27Al та 44Ti/48Ti у зернах C із метеориту Murchison узгоджуються з модельними передбаченнями змішування речовини шарів наднових типу ІІ з масою 15 M☉ (більше — із зовнішніх шарів, багатих на He та H, менше — із шарів багатих на О та Ni/Si/S). Однак поєднання надлишку важкого ізотопу Si з легким 32S в зернах SiC С не узгоджуються з моделями змішування в наднових, які передбачають співвідношення 34S/32S в 5 – 6 разів вищі, аніж мають зерна С. Відповідно до цих моделей, єдиний шар наднових ІІ з великим надлишком 32S — це шар Si/S, що також має великий надлишок 28S, чого проте не спостерігаються в зернах С.
Для пояснення аномального ізотопного складу зерен С в контексті моделі змішування в наднових ІІ було запропоновано сценарій фракціонування між Si та S через молекулярну хімію в ще не змішаних викидах з різних шарів наднової. Відповідно до цього сценарію, зростаюче зерно SiC C в ~40-50 разів ефективніше захоплювало S із найглибшого шару Si/S (місце формування 44Ti), аніж S із інших шарів. Таке пояснення досить добре узгоджується як з астрономічними спостереженнями викидів SN1987A (в яких спостерігались такі молекули як CO та SiO), так і з моделями хімічної кінетики в наднових типу ІІ з Z=0, які передбачають утворення великої кількості молекул, зокрема S, у викидах. Так, моделі хімічної кінетики для наднових ІІ з масою 20 Mʘ і без змішування передбачають, що 7% всієї викинутої речовини буде мати молекулярну форму: найбільш поширеними будуть молекули моносульфіду кремнію (SiS) (формуються у викидах із шару Ni/Si/S), а також молекули O2, CO та SO (із багатих киснем шарів) .
Ізотопні дані зерен С підтверджують, що формування молекул в наднових типу ІІ із Z=0, відбувається у незмішаних викидах, після чого слідує макроскопічне змішання (обумовлене РТ-нестабільностями) і вже потім — ріст зерен SiC. Відповідно до сценарію фракціонування між Si та S через молекулярну хімію, зростаючі зерна SiC C захоплюють S як молекули SiS, тоді як захоплення S з інших шарів стримується; одночасно зерно SiC також захоплює Si з інших зон. Збагаченість С зерен 32S є переконливим свідченням того, що хімія молекул S відбувається у викидах наднових типу ІІ, підтверджуючи походження зерен С з наднових.
Іншим поясненням походження зерен С, збагачених 29, 30Si, особливо тих, що були знайдені як субзерна графіту, є їх формування в масивних (50 < Mʘ < 100) зорях Вольфа—Райє (В-Р). Моделі нуклеосинтезу захоплення нейтронів в ядрах В-Р, де відбувається горіння Не, передбачають велике збагачення ізотопом 29Si (в 7,2 рази порівняно із сонячним) та 30Si (у 30 разів у порівнянні з сонячним) відносно 28Si. Коли зорі В-Р досягають вуглецевої фази (WC), то на їх поверхні з’являється Si, як продукт горіння Не в ядрі. Розподіл інфрачервоних спектрів областей В-Р WC, що характеризуються в 104 разів збільшеною щільністю аніж згладжені зоряні витікання, узгоджується з аморфними вуглецевими утвореннями, хоча SiC й не було виявлено.
Відсутність притаманного надновим турбулентного змішування обмежує втечу збагачених 29, 30Si зерен SiC C до вітрів В-Р WC, що призводить до меншого, хоч все ще значного, збагачення ізотопами 29, 30Si (<5 разів порівняно з сонячним). Крім того, моделі передбачають, що співвідношення 12C/13C у вітрі зір WC значно перевершує таке співвідношення в С зернах. Однак змішування викидів WC із оболонкою зорі-супутника в подвійних системах (а саме в таких системах перебуває більше половини зір В-Р) призводить до розчинення надлишків 12C. Тож зорі В-Р в подвійних системах можуть бути природним джерелом походження зерен С.

#### Походження Si3N4
Виміряна вперше в лабораторії випромінювальна здатність кристалічних (суміш α- та β-Si3N4) та аморфних зразків нітриду силіцію вказувала на внесок Si3N4 до випромінювання на ділянці спектру 9 – 12 мкм, що свідчило про можливість модифікації профілів випромінювань зерна SiC. Ці дослідження виявили, що на структуру, спостережувану в профілях поглинання SiC, може впливати поглинання Si3N4. Свідчення про зерна Si3N4, як складового компоненту зоряного пилу, вперше були отримані з метеоритів.
Виявлені в метеоритах досонячні зерна нітриду силіцію мали такий самий ізотопний склад, що й зерна SiC X: велике співвідношення 26Al/27Al, і мале співвідношення 29, 30Si/28Si та 14N/15N. Виходячи з такої схожості ізотопних співвідношень між двома типами досонячних зерен, було висунуто припущення, що подібно до зерен Х, зерна Si3N4 також сформувались в наднових типу ІІ в умовах відновлення (C/O > 1) та високої концентрації нітрогену.
Разом із тим, моделі рівноважної конденсації передбачають, що Si3N4 не є стабільним конденсатом в зорях АВГ і тому не може формуватись в оболонках вуглецевих зір (для чого потрібен великий надлишок нітрогену, в 100 разів більший сонячного), унеможливлюючи його спостереження в цих зорях. Однак на основі здійсненого з допомогою NanoSIMS ізотопного аналізу залишків метеориту Indarch, вперше було виявлено одне зерно Si3N4 із надзвичайно високим співвідношенням 14N/15N, джерелом якого може бути зоря АВГ. Нітрид силіцію найімовірніше не формується як первинний конденсат в оболонках зір АВГ, але як продукт реакції між попередньо конденсованими SiC та N2:
3SiC (тв) + 2N2 (г) = Si3N4 (тв) + 3С (тв).
Хоча така реакція потребує високого парціального тиску газу N2 .
Підтвердження можливого походження Si3N4 із зір АВГ було отримане на основі спектроскопічної ідентифікації Si3N4 (разом з SiC) в навколозоряних пилових оболонках величезних вуглецевих зір IRAS 21318+5631 та AFGL 2477. Хоча ці зорі проявляли поглинальну особливість у смузі близько 11 мкм, яку пов'язували з SiC, їх пік припадав на коротші довжини хвиль (9,6 мкм) і поширювався далі (10,7 та 11,2 мкм), що співпадало з лабораторними спектрами дисперсії Si3N4 в таблетці з KBr. Це відкриття тлумачилось, як свідчення формування Si3N4 в оболонках зір АВГ, всупереч попереднім припущенням на основі вивчення ДСЗ Si3N4 про неможливість утворення нітриду силіцію в таких зорях.
Однак пізніші астрономічні спостереження вуглецевих зір та повторні лабораторні дослідження спектрів SiC та Si3N4 не підтвердили гіпотезу формування Si3N4 в зорях АВГ. Натомість була висунута гіпотеза, що спостережувана широка спектральна особливість 10 – 13 мкм в IRAS 21318+5631 може бути пояснена наявністю аморфних зерен SiC. Однак морфологічний аналіз величезної кількості досонячних зерен SiC з метеоритів переконливо показав, що майже всі ці зерна є кристалічними, не аморфними, тому аморфних зерен SiC у вуглецевих зорях не достатньо для пояснення спостережуваної широкої особливості 10 – 13 мкм .

#### Зерна графіту з наднових
Фізичні та хімічні властивості ДЗС графіту, що утворились у викидах наднових істотно різняться від таких же властивостей зерен графіту, що походять із зір АВГ. Частково ці відмінності пов’язані з різною гідродинамікою, тиском, складовими газу і часом формування зерен в цих двох середовищах.
Подібно до зерен SiC X, найбільш переконливими свідченнями  походження досонячних зерен графіту з наднових ІІ є надлишок в зернах з низькою густиною (LD зернах) ізотопу 44Ca. Крім того, подібно до SiC X зерен з наднових, в багатьох LD зернах графіту також було виявлено: надлишок 28Si та 15N; величезний діапазон співвідношень 12C/13C; високі співвідношення 26Al/27Al ;  великі збагачення ізотопом 18O, із співвідношеннями 18O/16O в ~200 разів більшими від земного.

##### LD зерна графіту з наднових ІІ
Ізотопні складові досонячних зерен LD (з низькою густиною) графіту (p = 1,65 – 1,72 г/см3) і відносно великого розміру (середній діаметр ~6 мкм), що були виявлені в метеоритах Murchison (фракції KE3 та KFA1) та Orgueil (OR1c та OR1d), свідчать про походження цього типу графітів із наднових типу ІІ.
Ізотопний аналіз благородного газу в об'ємній масі зерен графіту із фракцій Murchison та вивчення ізотопних вмістів Ne та He одиничних зерен виявив, що зерна LD (з низькою густиною) графіту мають високо збагачений вміст 22Ne, але збіднені 4He. 22Ne в LD графітах із Murchison скоріш за все походить із розпаду радіонукліду 22Na (T1/2 ~ 2,6 років), що утворюється в зоні O/Ne наднових ІІ. На користь такого походження LD графіту свідчать також виміряні в одиничних зернах низькі співвідношення 4He /22Ne.
Для більшості LD зерен з метеоритів Murchison та Orgueil притаманна кореляція між надлишками 18O та 15N. 18O та 15N утворюються внаслідок часткового згоряння He та вибухового нуклеосинтезу в зоні He/C масивної пре-наднової ІІ зорі, що є єдиною зоною де такі надлишки існують разом. Підтвердження того, що ці надлишки дійсно походять з однієї зони наднової ІІ були отримані на основі ізотопної візуалізації з допомогою NanoSISM мікротомованих зрізів (товщиною 70 нм) трьох LD зерен графіту із Orgueil, в яких була виявлена сильна кореляція між високими надлишками 18O та 15N.
Схожість LD зерен графіту із зернами SiC X з наднових ІІ також проявляється у високих співвідношеннях 26Al/27Al (із T1/2 для 26Al ~ 7,3×1015років), виведених із великих надлишків 26Mg в одиничних зернах. Зокрема, в деяких LD зернах співвідношення 26Al/27Al було настільки ж високим, як і в SiC X зернах (26Al/27Al ~ 1) . В наднових ІІ найвищі співвідношення 26Al/27Al  притаманні шару He/N.
В кількох LD зернах на основі надлишків 41K була виведена первинна присутність 41Ca (T1/2 ~ 1,05 ×105років), із співвідношеннями 41Ca/40Ca в діапазоні від 0,001 до 0,01 . Такі високі ізотопні співвідношення досяжні в шарах наднових ІІ, багатих C та О. В деяких LD зернах виявлені надлишки 28Si корелювали з великими надлишками 44Ca. Такі великі надлишки 44Ca (у порівнянні з надлишками 40,42,43Ca) є результатом in situ розпаду 44Ti (T1/2 = 60 років) і вказують на внесок речовини з глибинного шару Si/S наднової ІІ.

##### Субзерна графіту з наднових ІІ
В досонячних зернах графіту з наднових були виявлені крихітні субзерна TiC, SiC, камаситу, силіциди Fe та Ni . Одиничні кристали TiC із одиничних зерен графіту характеризувались аномально великим діапазоном співвідношень 18O/16O, хоча мали однорідну ізотопну складову Ti, схожу до такої ж в SiC X зернах. 
ДСЗ графітів з KE3, що походять з наднової, є в цілому значно більшими (4-12 мкм) аніж сформовані у вуглецевих зорях графіти із фракції KFC1, а також мають високий надлишок (25 – 2400 ppm) внутрішніх кристалів TiC; в окремих випадках в одиничних графітах було виявлено кілька сотень TiC.
Враховуючи розміри та поширеність карбідів титану в ДСЗ графіту з наднової, було встановлено, що в газі з якого конденсувались субзерна було багато пилу. Так, на основі діапазону розмірів серед виявлених зерен TiC від ~20 нм до ~500 нм було обчислено, що мінімальна густина Ti в газах викидів наднової повинна була бути, відповідно, від ~7×104 до ~2×106 атомів/см3. За умови повної конденсації Ti в TiC, така густина Ti відповідає мінімальним значенням щільності зерен TiC від ~3×10-4 до ~0,2 зерен/см3.
В графітах із фракції KE3 також були виявлені композитні карбіди титану з субзернами нікелевого заліза та одиничні зерна камаситу.  В композитних зернах мінеральні фази заліза представлені камаситом і тенітом, які епітаксійно зростали на одній чи більше гранях карбіду титану, однозначно вказуючи на конденсацію заліза у викидах наднових. Ці мінеральні фази, разом з хімічними варіаціями поміж субзерен TiC, свідчать про наступну послідовність конденсації зерен і субзерен досонячного графіту: TiC → камасит/теніт → графіт.
Моделі конденсації за умови термодинамічної рівноваги у поєднанні з моделями росту зерен показали можливість досягнення потрібної послідовності конденсації в багатому карбоном газі (від карбідів Ti, Zr, Mo до графіту та SiC) . Ці моделі дозволили накласти обмеження на тиск газу, що має бути в діапазоні 0,1 – 100 дина/см2 та на співвідношення C/О, яке має бути в діапазоні 1,05 – 1,2, щоб можливо було отримати спостережувані розміри зерен. Крім того, ці моделі змогли пояснити спостережувані форми конденсації тугоплавких слідових важких елементів в зернах SiC. Попри цю успішність моделей, густини потрібні для формування TiC перед графітом та для утворення зерен спостережуваних розмірів є значно більшими, аніж передбачувані моделями густини для областей формування пилу в атмосферах червоних гігантів. Відтак, довкола цих зерен можуть бути області з більшою густиною, аніж передбачають моделі. Іншим поясненням цього розходження може бути те, що великі зерна переважно формуються в довготривалих дисках довкола взаємодіючих подвійних систем зір, а не довкола одиничної зорі.
Одне унікальне LD зерно графіту («OR1d3m-18», 7 мкм в діаметрі) із фракції OR1d метеориту Orgueil навіть містило як субзерна всі фази (TiC, SiC, камасит, силіциди Fe та Ni) , які були передбачені обчисленнями рівноважної термодинаміки для вуглецевих шарів наднової, підтверджуючи застосовність таких обчислень навіть до складних середовищ наднових . Аналіз з допомогою TEM мікроструктури цього зерна вказував на первинне формування кожної з цих фаз прямо із газу, а в деяких випадках на гетерогенну нуклеацію на вже існуючих твердих поверхнях тугоплавких TiC. Виявлені в OR1d3m-18 окремі зерна силіциду динікелю (Ni2Si), що епітаксіально росли на різних сторонах одного субзерна TiC, вказують на наступну послідовність фазової конденсації: TiC→Ni2Si→збагачений Si камасит/Fe2Si→SiC→графіт, що в цілому узгоджується з передбаченнями.
В цілому, більшість досонячних зерен LD графіту походять із наднових типу ІІ. Тоді як зерен із наднових істотно менше в HD фракціях як Murchison (2%), так і Orgueil (7%). Однак в жодному з двох метеоритів наразі не було виявлено однозначних свідчень присутності зерен із АВГ серед LD графітів.

#### Оксиди з наднових
Вважається, що більшість ДСЗ оксидів походять з червоних гігантів та зір АВГ. Однак в одному багатому на Al досонячному зерні оксиду, T84, був виявлений великий надлишок 16O. Оскільки 16O є найбільш поширеним ізотопом, що викидається надновими типу ІІ, то зерно оксиду Т84 найбільш імовірно походить з наднових.  
Інше виявлене досонячне зерно корунду, назване S-C122. , було в три рази більш збагачене 18O по відношенню до сонячного O. Попри те, що ізотопний склад S-C122 узгоджується із змішанням речовини з різних шарів ННІІ (оболонок, де спалюється гелій та оболонок багатих гідрогеном), однак і співвідношення 17O/16O в цьому зерні було нижчим, аніж передбачається для такого змішання, і співвідношення ізотопів Mg та Ti не узгоджувались з ННІІ. Попри ці розходження, не виключено, що 18O-збагачені оксиди утворились із ННІІ.

##### 54Cr-збагачені зерна та формування Сонячної системи
Іншим найбільш вірогідними зернами оксидів із наднових типу ІІ (чи типу Іа) є нещодавно виявлені надзвичайно збагачені 54Cr зерна наношпінелей (~100 – 200 нм) із метеоритів Orgueil та Murchison.
В ННІІ багаті нейтронами ізотопи генеруються через реакції захоплення нейтронів протягом згоряння He ядра та C оболонки. Протягом до-наднової стадії еволюції цих зір 54Cr утворюється через захоплення на 53Cr нейтронів генерованих реакцією 22Ne(α n,)25Mg) . Разом з тим, виміряний ізотопний склад Cr в ДСЗ SiC та шпінелей, які найімовірніше походять із зір АВГ, має максимальне збагачення співвідношення 54Cr/52Cr лиш в ~1,1 рази більше сонячного, у згоді з передбаченнями нуклеосинтезу в зорях АВГ. Тож, зорі АВГ не можуть бути джерелом аномалій 54Cr в наношпінелей, оскільки їх співвідношення 54Cr/52Cr в 36 разів більше від сонячного.
За відсутності достатньої кількості оксигену в зоні ННІа де генерується 54Cr, було висунуто припущення про походження зерен наношпінелей із ННІІ, в яких можуть формуватись оксиди алюмінію та магнію. З іншого боку, спектри ННІа вказують на процеси змішання у їх викидах, тому не виключено, що оксиди-носії 54Cr так само могли конденсуватись у викидах цих зір. Однак ключовим свідченням походження нано-оксидів із ННІІ є наявність в примітивних метеоритах ізотопів 26Al та 60Fe з малим періодом напіврозпаду, що утворюються лише в ННІІ і що вказує на те, що речовина з сусідньої ННІІ все ж може бути в молекулярній хмарі, в якій формувалась Сонячна система. На основі цих спостережень було висунуте припущення, що та сама наднова ІІ, яка привнесла 26Al та 60Fe в сонячну систему, також є джерелом зерен наношпінелей, багатих 54Cr. Тож, ДСЗ з аномальним ізотопним складом Cr були ще одним підтвердженням гіпотези, що ударна хвиля сусідньої наднової типу ІІ могла викликати ущільнення матеріалу в молекулярній хмарі та призвести до її гравітаційного колапсу та, врешті, до формування Сонячної системи.
Разом з тим, нещодавно ідентифіковані 19 досонячних наночастинок з великим надлишком 54Cr суперечать вищезгаданому сценарію формування нано-оксидів та Сонячної системи. Хоча найбільш багаті на 54Cr внутрішні нари ННІІ й можуть досягнути співвідношень 54Cr/52Cr спостережуваних у найбільш збагачених 54Cr із цих 19 зерен, ці шари також зазвичай є високозбагаченими чи високо збідненими ізотопом 53Cr. Тоді як ізотопний аналіз цих 19 наночастинок виявив в них співвідношення 53Cr/52Cr  близькі до сонячних, навіть серед найбільш збагачених 54Cr зерен. Тому такі зерна не могли сформуватись у викидах ННІІ.
Натомість ізотопний склад 19 досонячних наночастинок узгоджується з моделями нуклеосинтезу двох інших типів наднових, що генерують 54Cr без (високогустинні наднові типу Ia) чи із (наднові з електронним захоплення) помірною часткою супутнього формування 53Cr. Наднова з електронним захопленням (англ. Electron-capture Supernova) (НЕЗ) є кінцевою стадією еволюції зорі «супер-АВГ» масою ~8 – 10 Mʘ . Моделі передбачають, що ці зорі повинні складатись із електронно-виродженого ядра оксигену-неону-магнію, оточеного масивною оболонкою. Коли досягається достатня температура та густина в зорях НЕЗ, то відбувається електронне захоплення на 20Ne та 24Mg, що призводить до зменшення тиску вироджених електронів протидіючого гравітації і врешті до колапсу ядра та вибуху, залишаючи по собі нейтронну зорю з низькою масою (<1,37 Mʘ ). Однак чи існує така наднова і за яких умова досі залишається предметом суперечок.
Відкриття надзвичайно збагачених 54Cr зерен, що узгоджуються з моделями нуклеосинтезу в високогустинних ННІа та НЕЗ, є першим свідченням досонячних зерен з таких зір. Однак походження цих зерен із НЕЗ найбільше узгоджується як з їх ізотопно аномальним вмістом Cr, так з історією формування Сонячної системи, оскільки НЕЗ є в 10 разів більш частішими подіями в галактиці, аніж високогустинні ННІа (2% подій ННІа, ~1% всіх наднових) і їх часові рамки еволюції (~20 млн років) узгоджуються з часом протосонячної молекулярної хмари, на відміну від ННІа із значно довшим часом еволюції.
Тож, існує більша ймовірність прямого зв'язку однієї чи більше подій НЕЗ із протосонячною молекулярною хмарою. В контексті нової гіпотези формування Сонця в комплексі молекулярної хмари, що зазнала послідовних епізодів формування зір, найімовірніше зоря першого покоління з масою 9 – 10 Mʘ  вибухнула як НЕЗ незадовго перед формування Сонячної системи і привнесла в протосонячну туманність зоряний пил, збагачений ізотопами з надлишком нейтронів. Такий сценарій формування Сонячної системи, заснований на основі моделювань та даних ізотопного аналізу зерен збагачених 54Cr, може пояснити не тільки гетерогенний розподіл ізотопів, збагачених нейтронами (як 48Ca, 50Ti, 54Cr), в планетарних речовинах Сонячної системи, але й нещодавно виявлену дихотомію ізотопів Mo у вуглецевому хондриті Allende, в якому крім ізотопів Mo s-процесу, були виявлені ізотопи Mo r-процесу.

#### Формування наноалмазів в наднових
Ізотопні складові C і N в метеоритних наноалмазах майже однакові з їх сонячними ізотопними співвідношеннями, не дозволяючи однозначно встановити походження наноалмазів. Лише виявлення в об’ємній масі деяких наноалмазів складових благородних газів, - з ознаками, що свідчили про їх постання в результаті r- та p-процесу, - однозначно вказує на наднові, як зоряні джерела досонячних алмазів.
Аналіз об’ємної маси наноалмазів в метеоритах виявив наявність ізотопно аномального ксенонового (Xe) газу. Вважається, що ця ксенонова складова наноалмазів (названа “Xe-HL”, оскільки збагачена як важкими (Heavy) 134Xe і 136Xe, так і легкими (Light), 124Xe, 126Xe і менше 128Xe) виникла в результаті r-процесу (Xe-H) та p-процесу (Xe-L), що мали місце в наднових .
Крім того, висувалось припущення, що наноалмази і Xe-HL не могли сформуватись в одній і тій же зорі, а натомість походять з різних складових подвійної системи зір з малою масою (1 – 2 Mʘ ): алмаз у вітрах меншої, вуглецевої зорі, а Xe-HL утворився, коли на компактний залишок (білий карлик) більшої складової системи набув через акрецію стільки маси із вуглецевої зорі, що вибухнув, як наднова типу Іа .
На користь того, що деякі метеоритні наноалмази є ДСЗ свідчать також виявлений в скупченні метеоритних алмазів телур (), названий Te-H, і представлений виключно ізотопами r-процесу  (128Te і 130Te) . Ізотопи Te-H в метеоритних алмазах були разом з Xe-HL, тому скоріш за все постали внаслідок r-процесу в надновій.
Слід зазначити, що поширеність ізотопів Xe в наноалмазах така, що лише один з мільйона алмазних зерен містить один атом ксенону. Відтак, можливо більшість метеоритних алмазів виникли саме в Сонячній системі, і лише дуже мала частка постала в наднових.

### Досонячні зерна з нових зір
Акреція на білий карлик речовини з супутника в подвійній системі призводить до накопичення на його поверхні гідрогену (переважає в акреційній речовині), який нагрівається до температур, при яких розпочинається термоядерна реакція перетворення гідрогену на гелій. Коли швидкість виділення тепла в ядерній реакції перевищує швидкість тепловідводу, то розвивається теплова нестабільність і відбувається вибух, що спостерігається як спалах нової зорі. Ланцюгова реакція CNO-циклу, 12C( p,  γ)13N( β +)13C, протягом згоряння акреційного гідрогену спричиняє дуже низькі ізотопні співвідношення 12C/13C (0,3 – 3), спостережувані в нових . За складом білого карлика виділяють два типи нових: «вуглецево-кисневі», з початковою масою зорі менше ~8 Mʘ, що пройшли стадії горіння гідрогену та гелію, залишивши багате вуглецем та киснем ядро; та «киснево-неонові», що утворилися з масивніших зір (8 – 10 Mʘ), які додатково пройшли стадію горіння Карбону, залишивши багате киснем та неоном ядро.  
Інфрачервоні спостереження свідчать, що більшість нових зір генерують пил із силікатів, SiC, C та Fe. Однак зерна з таких зір дуже рідкісні в загальній популяції досонячних зерен в метеоритах. Було виявлено менше десяти ДСЗ графіту та карбіду силіцію, чий ізотопний склад однозначно вказує на їх походження з нових.

#### Зерна карбіду силіцію з нових
Для зерен карбіду силіцію (SiC) з нових характерні низькі співвідношення ізотопів 12C/13C і 14N/15N, високі співвідношення 26Al/27Al та великий надлишок 30Si. Кілька моделей нуклеосинтезу в нових зорях передбачають, що подібні властивості зерна набувають у результаті згоряння гідрогену при високих температурах. Однак передбачувані цими моделями ізотопні аномалії значно більші, аніж виміряні в зернах, і припускають змішування викидів нової з речовиною, чий ізотопний склад близький до сонячного. Порівняння моделей з ізотопними співвідношеннями зерен карбіду силіцію вказує на те, що їх джерелом були киснево-неонові нові з масою батьківського білого карлика ~1,25 Mʘ.
Складність ідентифікації джерела походження рідкісних SiC зерен пов'язана з їх аномальним ізотопним вмістом. Так, одне виявлене зерно SiC («347-4», розміром <5 мкм) із залишків метеориту Murchison мало низьке співвідношення ізотопів 12С/13C (~5,59) та 14N/15N (~6,8), подібно до SiC зерен, чиє походження пов'язували з киснево-неоновою новою. Разом з тим, це саме SiC зерно характеризувалось великими надлишками 28Si, 44Ca і 49Ti, та виведеним високим співвідношенням 26Al/27Al ~ 0,3 - 0,4, а інше SiC зерно («151-4») великим надлишком 47Ti. Такий ізотопний склад свідчить про походження цих зерен із наднових типу ІІ, а не з нових, що піддає сумніву походження з нових зір інших ідентифікованих зерен карбіду силіцію.
Нещодавно виявлені 14 досонячних SiC зерен із метеориту Murchison також характеризувались великим надлишком 13C (12C/13C < 16) та 15N (14N /15N < 100), але різним ізотопним вмістом Si. Так, із 14 зерен, 4 мали великий надлишок 29, 30Si відносно 28Si та їх сонячної поширеності. Такий самий надлишок 29, 30Si характерний для зерен із наднових SiC С, що свідчить про походження цих 4 SiC зерен із наднових типу ІІ, в якій відбувалось вибухове згоряння гідрогену протягом вибуху батьківської зорі. Два із семи зерен, що імовірно походили із нових і характеризувались надлишком 30Si та збіднені 29Si, мали нижче від сонячного співвідношення 34S/32S, що розходиться з передбаченнями моделей нуклеосинтезу в нових. Інші 5 зерен, що ймовірно походять із нових, могли сформуватись також із наднових, оскільки горіння гідрогену як у нових, так і в наднових може призвести до подібного ізотопного складу внаслідок реакцій захоплення протонів.

#### Зерна графіту з нових
Більше 40% ДСЗ графіту з низькою густиною мають надлишки 22Ne (відомі, як Ne-E(L)). Найкращим поясненням такого надлишку 22Ne є його утворення в результаті розпаду 22Na in situ (~ 2,75 років). Це припущення узгоджується з ранішими передбаченнями формування пилу в нових зорях та обчисленнями гідродинамічних моделей, які передбачають значну частку 22Na у викидах із нових.
Наразі єдиним зерном, що найкраще узгоджується з моделями нуклеосинтезу в нових, є нещодавно виявлене досонячне зерно графіту («LAP-149»; розмір ~1 мкм) із метеориту LaPaz Icefield 031117. Зерно LAP-149 надзвичайно збагачене 13C і збіднене 15N (співвідношення 14N/15N ~ 941 ), має одне з найнижчих співвідношень 12C /13C (~1,41) з усіх досліджених досонячних зерен. Такий ізотопний склад зерна LAP-149 розходиться з передбаченнями моделей нуклеосинтезу класичних киснево-неонових нових, викиди яких хоч і мають дуже низькі, як в LAP-149, співвідношення 12C /13C (0,73 – 1,1), однак також мають дуже низькі співвідношення 14N /15N (0,25 – 3,6), тоді як зерно LAP-149 збагачене 14N.
Ізотопний склад досонячного зерна графіту LAP-149 найкраще узгоджується з оновленою моделлю вуглецево-кисневих нових. Ця модель, з масою білого карлика ~0,6 Mʘ, передбачає майже ідентичний з LAP-149 ізотопний склад C (12C /13C = 2) та N (14N /15N = 979) і припускає, що таке зерно могло утворитись в чистих викидах вуглецево-кисневих нових зір, без додаткового змішування з речовиною сонячного складу.
Досонячне зерно LAP-149 – це перше виявлено зерно, що найімовірніше походить із нової, і є першим переконливим свідченням формування у викидах нової графіту.

### ДСЗ із маломасивних зір
Більшість досонячних зерен SiC та оксидів, і значна частка зерен графіту з високою густиною, формуються в сильних вітрах із маломасивних (<5 Mʘ) зір на завершальних стадіях їх еволюції. Багатий на O пил утворюється в червоних гігантах та О-збагачених зорях асимптотичного відгалуження гігантів (АВГ) (спектральні класи S та MS). Тоді як багаті вуглецем досонячні зерна конденсуються в вуглецевих зорях АВГ (зорі спектрального класу N) . Специфіка вуглецевих зір АВГ пов'язана з тим, що для формування в них вуглецевих зір необхідно щоб в газовій фазі співвідношення C/O > 1, бо при нижчих значеннях весь карбон зв'язується в стабільній молекулі CO.  Лише коли густина числа C перевищує густину числа О, то С стає достатньо, щоб утворити карбіди чи графіт.
Існує кілька переконливих свідчень про формування ДСЗ в маломасивних зорях:
1. Схожість ізотопних складових зерен (12C/13C для зерен SiC та графіту; (17,18O/16O для оксидів) із спектроскопічними вимірюваннями зір[182][183].
2. Діапазони багатьох ізотопних співвідношень, виявлених в зернах, чисельно узгоджуються з моделями еволюції та нуклеосинтезу в зорях АВГ та червоних гігантах і не узгоджуються з жодними іншими зорями, що генерують космічний пил.
3. Виміряні в одиничних досонячних зернах форми поширеності багатьох розсіяних елементів цілком узгоджуються з передбаченнями конденсації в атмосфера вуглецевих зір[15][313].
4. Інфрачервоні спектри маломасивних зір свідчать про присутність пилу з SiC, С та оксидів[120][128][250][371].

#### Нуклеосинтез в зорях АВГ
Первинний хімічний склад оболонок зір асимптотичного відгалуження гігантів істотно змінюється в серії конвективних епізодів т.зв. «зачерпування» (англ. dredge-up) – період еволюції зорі, коли зона поверхневої конвекції простягається вниз до шарів, де речовина зазнала змін внаслідок ядерного синтезу, внаслідок чого продукти синтезу потрапляють у зовнішні шари атмосфери зорі і з'являються в її спектрі. Відповідних змін зазнає і пил, що конденсується в скинутих оболонках.
Після того, як зоря полишає стадію головної послідовності і стає червоним гігантом, починається епізод т.зв. «першого зачерпування». Наслідком цього є змішання решток ядерного згоряння гідрогену в CNO-циклі у верхній оболонці. У зорях масою >~2,3 M☉ після початку ядерного горіння гелію в ядрі, на ранній стадії АВГ (E-AGB), відбувається епізод «другого зачерпування», в результаті якого відбувається змішування додаткових решток згоряння гідрогену. На пізній стадії АВГ починаються термальні пульсації, в яких відбувається почергове згоряння гідрогену та гелію в тонких шарах над інертним киснево-вуглецевим ядром білого карлика . Такі періодичні конвективні епізоди, відомі як «третє зачерпування», врешті призводять до змішування речовини з ядра із зовнішніми оболонками. Наслідком третього зачерпування є збагачення поверхні зорі АВГ ізотопом 12C (що при C/O>1 призводить до формування вуглецевої зорі) та елементами s-процесу нуклеосинтезу, які помітні в спектрі зорі.
У зорях АВГ, чия початкова маса більша 3 – 4 Mʘ, температура в основі конвективних оболонок досягає >40 MK (1 мільйон Кельвінів = 106K), активуючи нуклеосинтез захоплення протонів – т.зв. «згоряння гарячого низу» (англ. hot bottom burning, HBB) . Ключовим наслідком цього нуклеосинтезу HBB є знищення карбону, що унеможливлює еволюцію до стадії вуглецевої зорі.
Передбачене канонічними моделями зоряної еволюції співвідношення ізотопів 12C/13C в оболонках червоних гігантів коливаються в діапазоні від ~20 після першого зачерпування (на відгалуженні червоних гігантів) до ~300 на пізніх стадіях термально пульсуючих АВГ для зір із сонячною металічністю і до кількох тисяч — для зір з металічністю, меншою сонячної. Тоді як передбачені співвідношення 12N/13N коливаються в діапазоні від 600 до 1600.
Двома іншими ізотопами, які є свідченням нуклеосинтезу в зорях АВГ, є 26Al і 22Ne. Радіоізотоп 26Al утворюється в оболонці, де горить гідроген, шляхом захоплення протона 25Mg і переносяться до поверхні третім зачерпуванням. Ізотоп 22Ne утворюється з 14N під час горіння гелію в зорях АВГ.

#### Формування зерен SiC в зорях АВГ
Значна поширеність карбону у всесвіті та унікальна термальна стабільність сполук карбіду дозволили астрофізикам досить рано припустити, що головним конденсатом у витіканнях із вуглецевих зір буде карбідний пил.  Пізніші детальні термодинамічні моделі послідовностей конденсування карбідного пилу показали, що в збагачених вуглецем витіканнях з таких зір дійсно має конденсуватись карбід силіцію разом з карбідами Ti, Zr та інших металів .  Перше пряме свідчення навколозоряного карбідного пилу  було отримане в 1970-х рр., коли в інфрачервоному спектрі пилових оболонок вуглецевих зір була виявлена відносно широка особливість випромінювання на довжині хвилі 11,3 мкм, яка інтерпретувалась як така, що була обумовлена тепловим випромінюванням зерен SiC.   На основі даних астрономічних спостережень, за десятиліття до відкриття SiC зерен в метеоритах, було висунуто припущення, про формування пилу із зерен SiC у вуглецевих зорях >.
Також на користь походження більшості зерен SiC із зір АВГ свідчить те, що ці зорі є головним джерелом елементів s-процесу, якими також збагачені SiC зерна головної популяції . У згоді з цими відкриттями, моделі нуклеосинтезу припускають, що із маломасивних (~1-3 Mʘ) вуглецевих зір походить більшість (>95%) досонячних зерен SiC. Розподіл 12C/13C для зерен SiC знаходиться головним чином в межах 12C/13C ≈ 30-100, де максимум в розподілі припадає на 50-60 (для порівняння, сонячне 12C/13C = 89) . Оскільки схожий розподіл (12C/13C≈20-90) спостерігається в атмосферах вуглецевих зір N-типу, то ця подібність переконливо свідчить про походження більшості досонячних зерен SiC із зір АВГ. Інші ~5% зерен SiC мають співвідношення 12C/13C<10 і скоріш за все походять з вуглецевих зір J-типу.
Окрім того,  дослідження синтезу карбіду силіцію в лабораторії показали, що політип 2H SiC має найменшу температуру формування . Наступним політипом SiC, який формується із збільшенням температури, є 3С-SiC. Після подальшого збільшення температури 2Н вже не формується. Відтак, 2H і 3С є низько-температурними політипами SiC. Синтез SiC через конденсацію на графітовій поверхні, підданій розкладеному через піроліз  метилтрихлорсилану  (CH3SiCl3) при високих температурах виявив, що температура при якій росте та залишається стабільним поліморф 2H SiC (~1470 – 1720 K) знаходиться в межах діапазону температури, передбаченого на основі рівноважної термодинаміки формування зерен SiC в навколозоряних витіканнях. Через низький тиск в таких витіканнях, конденсація зерен SiC в них неможлива допоки температура не впаде нижче 2000 К – менше, аніж експериментальна температура формування більшості політипів SiC. У згоді з астрономічними спостереженнями, порівняння експериментальних даних формування політипів SiC з температурами конденсування рівноважної термодинаміки передбачають, що тільки політипи 2H та 3C SiC найімовірніше формуються в навколозоряній атмосфері .
Один з можливих сценаріїв, що пояснює спостережувані політипи досонячних зерен SiC та їх відносну поширеність, полягає в тому, що спочатку в атмосферах зір АВГ конденсувався політип 3C SiC на малих радіусах (низьких температурах), а згодом на більших радіусах (вищих температурах) конденсувались 2Н SiC. На проміжних радіусах в області формування SiC, зрілі зерна можуть формуватись або прямо, або ж через гетероепітаксійний ріст на вже утворених зернах 3C SiC, що транспортувались до більш холодних областей в АВГ.
Виявлені в метеоритах ізотопні співвідношення більшості зерен SiC (головної популяції, та класів Y і Z) однозначно вказують на результати епізодів трьох зачерпувань. Так, співвідношення 12C/13C в більшості SiC зерен свідчить про первинне спадання цього співвідношення до ~20 протягом першого зачерпування. Після цього слідувало поступове зростання співвідношення 12C/13C, пов'язане із змішанням чистого 12C в зовнішній оболонці в результаті третього зачерпування. Діапазон співвідношень 12C/13C більшості SiC зерен узгоджується з діапазоном, очікуваним для зір АВГ.
З іншого боку, перше зачерпування, генеруючи в CNO-циклі ізотопно чистий 14N, збільшує співвідношення 14N/15N. На відміну від співвідношень 12C/13C, діапазон співвідношень 14N/15N більший і менший від діапазону, очікуваного для зір АВГ. Одним з можливих пояснень такої розбіжності є додатковий механізм змішування, не передбачений стандартними сценаріями зоряної еволюції. В основі цього механізму (названого «обробка холодного низу», англ. cool bottom processing, CBP) є перенесення речовини з холодного низу конвективної оболонки вниз до глибших областей, де він обробляється при високій температурі згоряння гелію і знов повертається та змішується в конвективній оболонці. Механізм CBP в зорі в якій постало SiC зерня, може призвести як до спостережуваних вищих співвідношень 14N/15N, так і до генерування SiC зерен з нижчими співвідношеннями 14N/15N при певній модифікації швидкостей реакцій . З іншого боку, низькі співвідношення 14N/15N могли також постати в результаті третього зачерпування в маломасивних зорях АВГ. Механізм CBP також може бути поясненням аномально низьких співвідношень 12С/13С, спостережуваних в маломасивних червоних гігантах .
Характерною рисою важких елементів як в об'ємній масі, так і в одиничних SiC зернах є їх майже чиста складова s-процесу. В більшості випадків, цей склад включає відгалуження, характерні для зір АВГ. Так, вивчення ізотопних складових важких розсіяних елементів (як Mo, Ru, Sr, Z, W, Ne, Ba, Hf, Pb) в одиничних зернах SIC, що походять із зір АВГ, виявило наявність здебільшого ізотопно чистих ознак s-процесу. Тож, завдяки ідентифікації наприкінці 1970-х майже чистого ксенонового газу s-процесу в метеоритних кислотних залишках, а згодом багатьох інших ізотопних систем в SiC зернах, не тільки було підтверджено реальність s-процесу, але й виникла можливість дослідити навіть найменші різниці в протіканні s-процесу в різних зорях.
Детальне вивчення сотень досонячних SiC зерен з використанням ТЕМ виявило, що SiC зернам із зір АВГ притаманні лише дві структури, які формуються при найнижчій температурі, попри те що ці самі SiC зерна можуть бути синтезовані в лабораторії із 100 різними кристалічними структурами (політипів) . Температури формування цих політипів узгоджуються із передбаченнями для багатих вуглецем відтоків із зір АВГ.

##### Зерна SiC головної популяції із АВГ
Зерна SiC головної популяції мають ізотопні співвідношення 12C/13C схожі до таких же у вуглецевих зорях, які вважаються домінючим джерелом вуглецевих пилових зерен в міжзоряному середовищі. Притаманні більшості зерен SiC головної популяції надлишки 13C та 15N у порівнянні з сонячними, є результатом згоряння гідрогену через CNO-цикл, що мав місце на стадії головної послідовності . На відміну від ізотопних співвідношень 12C /13C більшості SiC головної популяції, низькі співвідношення 14N /15N спостережувані в деяких зернах головної популяції залишаються без пояснення.  На основі надлишків 26Mg в зернах SiC головної популяції, було передбачено існування в зорях АВГ радіоізотопу 26Al. , з коротким періодом напіврозпаду (T1/2 = 7,3 × 105 років).
Виміряні в об’ємних зразках SiC зерен ізотопні співвідношення 22Ne, складового компоненту в Ne-E, є дуже близькими до таких же співвідношень, передбачених для речовини в гелієвій оболонці зір АВГ. Окрім цього, той факт що в одиничних зернах SiC (з яких лише ~5% є носіями 22Ne) складова Ne-E(H) завжди супроводжується 4He, свідчить про її походження саме з гелієвої оболонки зір АВГ , а не із розпаду 22Ne, як припускалось до відкриття ДСЗ.
Для більшості зерен SiC головної популяції також характерні збагачення важкими ізотопами Si, аж до 200 ‰ у порівнянні з їх сонячною поширеністю . Однак, на відміну від інших легких (азоту, алюмінію, неону, карбону) та деяких важких елементів, ізотопи силіцію в SiC головної популяції не піддаються поясненню через ядерні реакції в їх батьківських зорях АВГ. Для маломасивних зір АВГ з металічністю, близькою до сонячної, передбачений надлишок в 29, 30Si відносно 28Si  складає лише 20 ‰. На основі цього розходження в ізотопних співвідношеннях Si в зернах та зорях АВГ, було висунуто припущення, що джерелами зерен SiC в сонячній системі було багато зір АВГ з різноманітними первинними ізотопними складовими Si, а протікаючий в цих зорях нуклеосинтез захоплення нейтрона відіграє лише вторинну роль в зміні цих складових.
В одиничних зернах SiC головної популяції та їх об’ємних зразках виміряні ізотопні співвідношення Ti проявляли надлишки в ізотопах 49, 50Ti  відносно 48Ti, що скоріш за все є наслідком s-процесу нуклеосинтезу в зорях АВГ. Крім того, в зернах SiC головної популяції ізотопні співвідношення Ti корелюють із співвідношеннями Si, припускаючи, що не більше 40% діапазону ізотопних співвідношень в SiC зернах може бути пояснене через гетерогенне змішання викидів наднової. Із передбаченнями про s-процес в зорях АВГ узгоджуються також надлишки 42, 43 Ca відносно 40 Ca, виміряні в об’ємних зразках зерен SiC.
Виміряні в об’ємних зразках SiC зерен, - з домінуючими зернами головної популяції, - ізотопні співвідношення всіх важких елементів проявляють ознаки s-процесу. До таких елементів відносяться: благородні гази (ксенон і криптон) , неодим , ербій, диспрозій, срібло і самарій , барій та стронцій .  Також свідченням значної поширеності елементів s-процесу в батьківських зорях зерен SiC головної популяції є виявлена в одиничних зернах велика збагаченість такими елементами, як церій, цирконій та ітрій .
На основі систематичних надлишків в 99Ru в одиничних зернах SiC було виведено існування в цих зернах під час їх конденсації ізотопу 99Tc з коротким періодом напіврозпаду (T1/2 = 2,1 × 105 років), що однозначно вказує про походження зерен з маломасивних зір АВГ. Також в SiC зернах із KJF фракції метеориту Murchison ізотопні співвідношення Nb/Zr були більшими,  аніж такі ж самі співвідношення, отримані на основі модельних обчислень конденсації цих елементів в SiC зерна в оболонці маломасивних зір АВГ.  Такі великі співвідношення Nb/Zr свідчать  про те, що радіоізотоп 93Zr, з відносно коротким періодом напіврозпаду (T1/2 = 1,5 × 106 років) конденсувався в SiC зерна та in situ розпався до єдиного стабільного ізотопу Nb – 93Nb .
Виявлені ізотопні складові s-процесу в зернах SiC головної популяції дозволили астрофізикам визначити різні параметри, що впливають на s-процес: вплив нейтронів, температура та густина нейтронів. Оскільки ці параметри в свою чергу залежать від маси та металічності зорі, як і від джерела нейтронів в зорях АВГ, то вони також дозволяють отримати інформацію про батьківські зорі ДСЗ головної популяції SiC.

##### Формування зерен SiC Y та Z в зорях АВГ
Система ізотопних співвідношень рідкісних підтипів SiC зерен, Y та Z свідчить, що вони також походять із зір АВГ. Так, притаманне SiC Y зернам високе співвідношення 12C/13C > 100 та перевищення 30Si відносно зерен SiC головної популяції, вказують на велике «третє зачерпування» в маломасивних та з проміжною масою зорях АВГ у порівнянні з низькою масою сонячної металічності . Тоді як зерна SiC Z мають співвідношення 12C/13C < 100, як SiC зерна головної популяції, однак більші від них та Y зерен збагачення в 30Si відносно 29Si .
На основі перших детальних досліджень SiC Z зерен, - з притаманними їм низькими співвідношеннями 26Al/27Al  і відносно великим надлишком 30Si, - було висунуто припущення, що вони походять із зір АВГ з ще меншою металічністю (~1/3 сонячної), аніж зерна Y. Це підтверджується і тим, що отримані ізотопні співвідношення 26Al/27Al  для Z зерен знаходяться в діапазоні таких же співвідношень в зернах головної популяції та Y зернах, і не перевершують співвідношення, передбачені моделями нуклеосинтезу в зорях АВГ. Для пояснення низьких співвідношень 12C/13C в Z зернах висувалось припущення про роль механізму CBP, однак він не повністю може пояснити збільшене утворення 26Al в зорях, з яких постали SiC Z зерна. Хоча для ДСЗ оксидів саме механізм CBP найкраще пояснює притаманні їм високі співвідношення 26Al/27Al.
Іншим свідченням походження зерен SiC Z із зір АВГ з низькою металічністю є виявлені в них низькі співвідношення 46, 47, 49Ti/48Ti та їх кореляція з низькими співвідношеннями 29Si/28Si . Відносні надлишки в зернах Y та Z ізотопів 50Ti та 30Si. , а також домішкових елементів Zr і Ba (надлишки яких є більшими ніж в зернах SiC головної популяції ), узгоджуються з результатами захоплення нейтронів, що має місце в зорях АВГ з низькою металічністю.

##### Зерна SiC AB із зір АВГ
Низьке співвідношення 12C/13C < 10 в зернах SiC AB схоже до такого ж співвідношення, спостережуваного в багатих вуглецем зорях, як J, R і CH-зорях, та «вдруге народжених» зорях АВГ. Найбільш вірогідними джерелами AB зерен були вдруге народжені зорі АВГ та J-зорі, однак цей тип зір не досить добре вивчений.
На відміну від зерен головної популяції, багато зерен SiC АВ мають нижче від сонячного співвідношення 14N/15N. Разом з тим, АВ зерна в середньому мають більші співвідношення 26Al/27Al. , аніж зерна SiC головної популяції, Y та Z .

#### Зерна графіту з АВГ і пост АВГ

##### HD зерна графіту із АВГ
Виявлені в метеориті Murchison (фракція KFC1) досонячні зерна HD (з високою густиною) графіту ( p = 2,15 – 2,20 г/см3) є більш чисельними від ДСЗ графіту із низькою густиною з наднових, але мають менший розмір (~2 мкм)  і скоріш за все походять головним чином із зір АВГ з низькою металічністю.
Співвідношення 12C/13C  HD зерен графіту із зір АВГ охоплюють значно більший діапазон, аніж в SiC зернах з АВГ. Близько 10% HD зерен графітів мають 12C/13C<20, хоча ~2/3 з них характеризуються більшим ніж сонячне співвідношення 12C/13C (≤5000) . З іншого боку, HD зерна мають земний вміст N, сонячні ізотопні співвідношення O та великі надлишки 30Si. Враховуючи високі співвідношення 12C/13C, то такі відмінні ізотопні складові N та О в тих самих HD зернах скоріш за все є результатом ізотопного урівноваження яке мало місце на батьківському тілі метеориту чи в лабораторії.     
В розподілі співвідношень 12C/13C в HD зернах графіту присутній великий розрив, що приблизно відповідає піку в розподілі зерен SiC із зір АВГ. Були висунуті два припущення для пояснення цього феномену: 1) графіт може формуватись на різних етапах еволюції маломасивних вуглецевих зір; 2) графіт генерується відмінними аніж зерна SiC вуглецевими зорями, з іншою масою та металічністю. Останнє припущення найбільш узгоджується з даними вимірювань ізотопного складу та структурою досонячного графіту. Так, графіти із АВГ часто містять внутрішні кристали карбідів, збагачених елементами перехідних металів s-процесу (Zr, Ru, Mo) . Це свідчить про те, що дані зерна HD графіту формувались довкола зір АВГ на їх останній стадії еволюції, коли третє зачерпування переміщує як елементи s-процесу, так і 12C утворений в потрійній альфа-реакції, до поверхні зорі. Цей сценарій утворення графіту також підтверджується моделями нуклеосинтезу, які показують, що на відміну від зір з сонячною металічністю, зорі АВГ з низькою металічністю можуть генерувати як і спостережувані в HD зернах високі співвідношення 30Si/28Si та 12C/13C, так і збагачені s-процесом Zr, Ru і Mo, необхідні для конденсації карбідів. За цих умов моделі передбачають, що зерна HD графіту конденсуються до зерен SiC і це є найбільш імовірною причиною, чому не було знайдено зерен SiC з ізотопними складовими Si та C як у HD зерен.
Окрім того, в TiC в графітах із фракції KFC1 за допомогою NanoSIMS був виявлений надлишок 46Ti та 49Ti відносно 48Ti (із співвідношенням 49Ti/48Ti в п'ять разів більшим від сонячного) . Така ізотопна складова Ti в субзерні TiC HD графіту цілком узгоджується із захопленням нейтронів в гелієвих оболонках термально пульсуючих зір АВГ протягом третього зачерпування. Тож, ізотопні співвідношення 12C/13C (≥60) в більшості HD графітів з фракції KFC1, як і їх ізотопні складові Ti, свідчать про їх формування довкола вуглецевих зір з малою і проміжною масами (M > 3 Mʘ) і металічністю Z = 0,01 – 0,02 .
Складнішою є ситуація з походженням ізотопів криптону (Kr) в HD зернах графіту. В метеориті Murchison було виявлено, що чотири фракції з різною густиною збагачені ізотопами Kr s-процесу (Kr-S) . На графіку 86K/82K -83K/82K, фракції KE1+KFA1 та KFC1 розміщувались на двох окремих лініях, що вказувало на присутність двох компонентів Kr-S:   а) Kr-SH з високим співвідношенням 86K/82K = 4,8 у фракції KFC1 з найвищою густиною (p = 2,15 – 2,20 г/см3), та б) Kr-SL із значно меншим співвідношенням (≤0,5) у фракціях з нижчою густиною (p≤ 2,15 г/см3). Компонента Kr-SH в зернах HD графіту скоріш за все походять із зір АВГ з низькою металічністю (Z ≤ 0,002), тоді як Kr-SL в зернах LD походять із наднової.
Аналіз легких благородних газів (4He, 20,21,22Ne) в окремих HD зернах із фракцій KFB1 та KFC1 метеориту Murchison також підтримав висновки попередніх досліджень про походження HD зерен графіту із зір АВГ. Поєднавши всі дані ізотопних вмістів Kr, He, Ne та С в ДСЗ зернах графіту, астрофізики прийшли до висновку, що HD зерна із фракції KFB1 в Murchison, які мають високі співвідношення 12C/13C (≥100), походять із маломасивних (1,5 – 3 Mʘ) зір АВГ з низькою металічністю (Z = 3 – 6×10-3).
У цілому, ~75% HD зерен виявлених в метеориті Murchison походять із зір АВГ з низькою металічністю. За відсутності даних про ізотопний склад благородних газів та Kr в HD зернах графіту у фракціях метеориту Orgueil, на основі лише співвідношення ізотопів 12C/13C та надлишку 30Si було встановлено, що ~64% HD зерен із Orgueil скоріше за все також походять із зір АВГ з низькою металічністю.

##### HD зерна графіту із зір пост АВГ
Невелика частка (~10 – 15%) HD зерен графіту із фракцій метеоритів Murchison та Orgueil має співвідношення 12C/13C<20. Встановити батьківські зорі, з яких походили HD зерна, високо збагачені 13C не вдавалось дуже довгий час.
Коли у фракції OR1f  із Orgueil були виявлені кілька HD зерен графіту, збагачених 13C, в них також були виміряні надзвичайно великі надлишки  42,43,44Ca та 46,47,49,50. Найбільш аномальними ізотопними складовими з HD фракції характеризувалось зерно графіту «g-9»: 12C/13C=17; 𝛿42Ca/40Ca=16028; 𝛿43Ca/40Ca=27641; 𝛿44Ca/40Ca=9396;𝛿46Ti/48Ti=35032; 𝛿47Ti/48Ti=1376; 𝛿49Ti/48Ti=2278; 𝛿50Ti/48Ti=32827. Виявлені в OR1f надзвичайно великі надлишки 𝛿42,43,44Ca та 𝛿46,47,49,50 збігались з такими ж надлишками, передбачуваними моделями нуклеосинтезу для оболонки  зір АВГ . На основі такої подібності між моделями та даними ізотопного аналізу зерен графіту, було висунуто припущення, що такі аномальні HD зерна із OR1f скоріш за все походять із «вдруге народжених» зір АВГ (як об'єкт Сакурая), які зазнали «пізньої термальної пульсації» (ПТП) .
На основі порівняння аномальних ізотопних даних C, Ca та Ti зерен HD графіту в Orgueil із обчислювальними передбаченнями нуклеосинтезу ПТП для об'єкту Сакураї було отримано підтвердження гіпотези походження цих зерен із вдруге народжених зір АВГ. Одночасно з цим було ідентифіковано перші сліди i-процесу (англ. intermediate) в досонячних зернах. Тож, низькі ізотопні співвідношення C в HD зернах є прямою ознакою згоряння гідрогену, результатом якого є утворення 13C в зовнішніх шарах багатої вуглецем проміжної оболонки в зорях пост-АВГ. Тоді як аномальності Ca та Ti в HD зернах обумовлені активацією i-процесу в нижній частині проміжної оболонки He, де густина нейтронів досягає ~1015/см3.

#### Оксиди із АВГ та проблема походження Групи II
Ізотопні співвідношення  в більшості відомих досонячних зерен оксидів свідчать про їх походження з маломасивних зір-гігантів. Це також підтверджується спектроскопічними спостереженнями багатих на О зір АВГ та червоних гігантів, як і з чисельним моделюванням процесів зачерпування в цих зорях.
Для більшої частини ДСЗ оксидів трьох груп (Група I, II, IV) із чотирьох було встановлено їх походження із маломасивних та проміжних зір АВГ. Тільки походження зерен оксидів Групи II, з дуже низькими співвідношеннями 18O/16O ( <0,001), довгий час залишалось незрозумілим і найбільш суперечливим, розходячись як з модельними передбаченнями, так із астрономічними спостереженнями зір АВГ.
Збіднений вміст 18O в досонячних оксидах Групи II свідчить про згоряння гідрогену в H оболонці масивних (>4 Mʘ) зір АВГ. Згоряння Н впливає на склад поверхні таких зір тоді, коли тонкий шар (≈10−5 Mʘ) в основі конвективної оболонки стає достатньо гарячим для того, щоб запустити процес нуклеосинтезу захоплення протонів (т.зв. «згоряння гарячого низу» (англ. hot bottom burning, HBB) . Ці масивні зорі є найяскравішими зорями АВГ і характеризуються C/O<1, що пов'язано з дією CN циклу (CNO-I), який призводить до вичерпання карбону, на відміну від менш яскравих зір з C/O>1, обумовленого зачерпуванням речовини, багатої вуглецем. Температури HBB в зорях АВГ перевершують ~60 мільйон K (MK) і завдяки прискореному конвективному обміну (≈1 року), склад всієї оболонки швидко перетворюється на врівноважений матеріал згоряння H, утворений в основі оболонки.            
.
Астрономічні спостереження показують, що масивні (4-9Mʘ) зорі АВГ генерують значну кількість пилу, який, відповідно з новими моделями еволюції галактичного пилу,  складав в досонячній туманності майже половину багатого оксигеном зоряного пилу . Однак ці дані спостережень та моделювання масивних зір АВГ довгий час не брались до уваги при поясненні походження ДСЗ оксидів Групи II, оскільки вважалось, що ці зерна не мали всіх ознак ННВ процесу. Хоча зерна Групи ІІ сильно збіднені в співвідношеннях 18O/16O, які якісно можна було пояснити виходячи із НВВ процесу, проте виявлені в них співвідношення 17O/16O майже в два рази нижчі, аніж передбачали моделі на основі існуючих тоді швидкостей реакції захоплення протонів, що покладали надто високі співвідношення 17O/16O .
Оскільки збіднення 18O зерен оксидів Групи II не узгоджувалось з першим чи другим зачерпуванням, процесом HBB, то для його пояснення був запропонований механізм додаткового змішування нижче основи конвективної оболонки  (т.зв. «обробка холодного низу», англ. cool-bottom processing, CBP) в маломасивних (<1,6 Mʘ) зорях АВГ. В основі процесу СВР є повільна циркуляція речовини із основи конвективної оболонки зорі через гарячі області до шару згоряння H, наслідком чого є додаткова руйнація 18O 
Тривалі пошуки ймовірного джерела походження ДСЗ оксидів Групи II і намагання узгодити дані спостережень з моделями нещодавно увінчались успіхом завдяки даним, отриманим з експериментів в ядерній фізиці. Рівноважне співвідношення 17O/16O, генероване згорянням гідрогену в зорях АВГ, визначається конкуренцією між двома процесами, що утворюють та руйнують 17O. Зокрема, 17O/16O залежить від співвідношення між а) швидкістю реакції 16O(p,γ)17F, яка генерує 17O після бета-розпаду 17F (T1/2=64 сек) та б) швидкістю реакції 17O(p,α)14N (основна частина CNO-циклу), яка руйнує 17O.  Швидкість першої реакції відома в межах 7%, тоді як швидкість другої була нещодавно визначена через пряме вимірювання сили резонансного стану при Eр= 64,5 кеВ, що є домінуючим для швидкості реакції 17O(p,α)14N в діапазоні температур 10-100 МК – саме в тому діапазоні, який характерний для процесу HBB в зорях АВГ. Нова швидкість реакції захоплення протонів на 17O виявилася в 2-2,5 рази вищою, аніж у попередніх вимірюваннях.
Нові оцінки швидкості реакції 17O(p,α)14N вперше дозволили визначити джерело походження аномалій ізотопного вмісту оксигену в ДСЗ оксидах Групи II. Зіставлення нової швидкості з температурами, типовими для процесу СВР (40 – 55 МК) в АВГ, показало, що така швидкість може відтворити лише найнижчі значення 17O/16O зерен Групи II. Однак для температур 60-80 МК, типових для згоряння Н в процесі НВВ, нова швидкість майже повністю узгоджувалась із співвідношеннями 17O/16O в зернах Групи II. Тож, поєднавши дані астрономічних спостережень, лабораторного аналізу навколозоряних конденсатів, ядерних експериментів та моделювань вперше вдалось виявити, як ознаки НВВ процесу в досонячних зернах та ідентифікувати батьківську зорю багатьох зерен оксидів Групи II, так і отримати перше пряме свідчення, що зорі АВГ з проміжною масою (4-8 Mʘ) зробили внесок до галактичного зоряного пилу, з якого сформувалась Сонячна система.

### Монографії та підручники
- Maria Lugaro (2005). Stardust from Meteorites: An Introduction to Presolar Grains. World Scientific. ISBN 978-981-256-099-5.
- Donald D. Clayton (10 листопада 2009). Catch a Falling Star: A Life Discovering Our Universe. iUniverse. ISBN 978-1-4401-6104-9.
- Donald Clayton (2003). Handbook of Isotopes in the Cosmos: Hydrogen to Gallium. Cambridge University Press. ISBN 978-0-521-53083-5. Архів оригіналу за 25 грудня 2019. Процитовано 9 квітня 2018.
- Hans-Peter Gail and Erwin Sedlmayr (2014). Physics and Chemistry of Circumstellar Dust Shells. Cambridge University Press. ISBN 978-0-521-83379-0.
- Satoshi Yamamoto (2017). Introduction to Astrochemistry: Chemical Evolution from Interstellar Clouds to Star and Planet Formation. Springer. ISBN 978-4-431-54171-4.
- Robert Hutchison (2007). Meteorites: A Petrologic, Chemical and Isotopic Synthesis. Cambridge University Press. ISBN 978-0-521-03539-2.
- Harry Y. McSween, Jr and Gary R. Huss (2010). Cosmochemistry. Cambridge University Press. ISBN 978-1-139-48946-1.
- David A Williams and C Cecchi-Pestellini (2015). The Chemistry of Cosmic Dust. Royal Society of Chemistry. ISBN 978-1-78262-369-4.
- Apai D. and Lauretta D.S., ред. (2010). Protoplanetary Dust: Astrophysical and Cosmochemical Perspectives. Cambridge University Press. ISBN 978-0-521-51772-0.
- Henning T., ред. (2010). Astromineralogy. Springer Science & Business Media. ISBN 978-3-642-13258-2.
- David A Williams, Thomas W Hartquist, Jonathan M C Rawlings, Cesare Cecchi-Pestellini, Serena Viti, ред. (2017). Dynamical Astrochemistry. Royal Society of Chemistry. ISBN 978-1-78262-776-0.
- Stephan Schlemmer. , Thomas Giesen, Cornelia Jäger, Harald Mutschke, ред. (2015). Laboratory Astrochemistry: From Molecules Through Nanoparticles to Grains. John Wiley & Sons. ISBN 978-3-527-40889-4.

### Оглядові статті
- Семененко В.П. (2009). Мінералогія досонячних зерен. Геохімія та рудоутворення. 27: 92—94.[недоступне посилання]
- Погоржельська Х. (2009). Сучасні дані про склад і природу досонячних зерен у метеоритах. Мінералогічний збірник. 59 (1): 176—178.
- Nittler LR and Ciesla F (2016). Astrophysics with Extraterrestrial Materials. Annual Review of Astronomy and Astrophysics. 54 (1): 53—93. doi:10.1146/annurev-astro-082214-122505. ISSN 0066-4146.
- Zinner E. (1998). Stellar nucleosynthesis and the isotopic composition of presolar grains from primitive meteorites. Annual Review of Earth and Planetary Sciences. 26 (1): 147—188. doi:10.1146/annurev.earth.26.1.147. ISSN 0084-6597.
- Clayton D.D. and Nittler L.R. (2004). Astrophysics with Presolar Stardust. Annual Review of Astronomy and Astrophysics. 42 (1): 39—78. doi:10.1146/annurev.astro.42.053102.134022. ISSN 0066-4146.
- Lodders K and Amari S (2005). Presolar grains from meteorites: Remnants from the early times of the solar system. Chemie der Erde - Geochemistry. 65 (2): 93—166. doi:10.1016/j.chemer.2005.01.001. ISSN 0009-2819.